# Liste der Biografien/Tor
Liste der Biografien |
Portal Biografien |
Personensuche
# |
A |
B |
C |
D |
E |
F |
G |
H |
I |
J |
K |
L |
M |
N |
O |
P |
Q |
R |
S |
T |
U |
V |
W |
X |
Y |
Z |
?
 
Ta |
Tc |
Te |
Tf |
Tg |
Th |
Ti |
Tj |
Tk |
Tl |
Tm |
To |
Tq |
Tr |
Ts |
Tu |
Tv |
Tw |
Tx |
Ty |
Tz
 
Toa |
Tob |
Toc |
Tod |
Toe |
Tof |
Tog |
Toh |
Toi |
Toj |
Tok |
Tol |
Tom |
Ton |
Too |
Top |
Toq |
Tor |
Tos |
Tot |
Tou |
Tov |
Tow |
Tox |
Toy |
Toz
Die Liste der Biografien führt alle Personen auf, die in der deutschsprachigen Wikipedia einen Artikel haben. Dieses ist eine Teilliste mit 899 Einträgen von Personen, deren Namen mit den Buchstaben „Tor“ beginnt.

## Tor
- Tor Faus, Imma (* 1966), andorranische Diplomatin

### Tora
- Tóra Sigmundsdóttir, Figur der Färingersaga
- Tora, James (* 1956), salomonischer Politiker
- Torabi, Hamid Reza (* 1973), iranischer Geistlicher
- Torabi, Mehdi (* 1994), iranischer Fußballspieler
- Torabi, Mohhamareza (* 1991), iranischer Grasskiläufer
- Torabinejad, Mahmoud (* 1946), iranischer Endodontist und Hochschullehrer, Professor für Endodontie und Direktor des Advanced Specialty Education Programms für Endodontie an der Zahnmedizinischen Fakultät der Universität in Loma Linda
- Toradse, Aleksandre (1952–2022), georgischer Pianist
- Toradse, Dawid Alexandrowitsch (1922–1983), georgischer Komponist
- Toraighyrow, Sultanmachmut (1893–1920), kasachischer Schriftsteller und Dichter
- Toral, Jon (* 1995), spanischer Fußballspieler
- Toraldo di Francia, Giuliano (1916–2011), italienischer Physiker und Philosoph
- Torales, Juan (* 1956), paraguayischer Fußballspieler
- Toraman, Emre (* 1979), türkischer Fußballspieler
- Toraman, İbrahim (* 1981), türkischer Fußballspieler
- Toramana, Herrscher der Alchon
- Toramanjan, Toros (1864–1934), armenischer Architekt und Historiker
- Torán Albero, Román (1931–2005), spanischer Schachspieler
- Torańska, Teresa (1944–2013), polnische Journalistin und Autorin
- Torassa, Agustín (* 1988), argentinischer Fußballspieler
- Torasso, Antonio (1914–1960), italienischer römisch-katholischer Ordensgeistlicher, Apostolischer Vikar von Florencia
- Torazza, Emely (* 2004), schweizerisch-deutsche Skispringerin

### Torb
- Torbek, Juri (1954–2003), sowjetischer Boxer
- Torberg, Friedrich (1908–1979), österreichischer Schriftsteller und JournalistFriedrich Torberg (1908–1979)

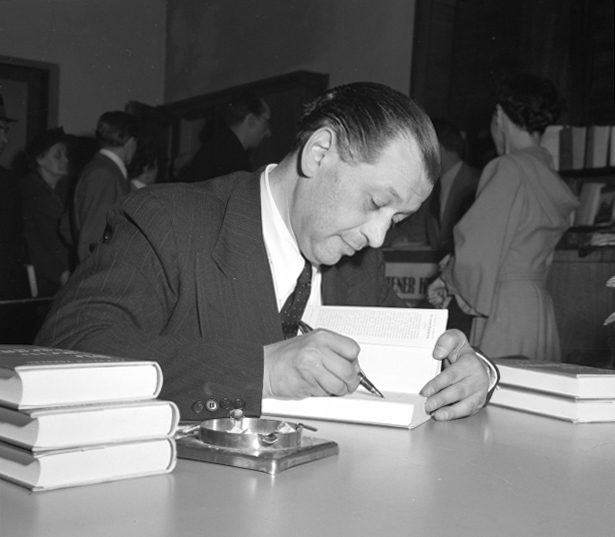
Friedrich Torberg (1908–1979)

- Torberg, Peter (* 1958), deutscher Lektor und Übersetzer
- Torbert, Antuone, US-amerikanischer Schauspieler und Bodybuilder
- Torbert, Ronald (* 1964), US-amerikanischer Schiedsrichter im American Football
- Torbey, Antoine (1925–2004), libanesischer Geistlicher, Bischof von Latakia
- Torbica, Dragan (* 1968), serbischer Basketballtrainer
- Torbica, Milan (* 1981), serbischer Handballspieler
- Torbicki, Gottfried (* 1935), deutscher Politiker (NDPD), MdV
- Torbido, Francesco (1482–1562), italienischer Maler und Kupferstecher
- Torbinski, Dmitri Jewgenjewitsch (* 1984), russischer Fußballspieler
- Torbjørn Gøtuskegg, Wikingerhäuptling auf den Färöern
- Torborch, Augustin (1734–1772), Augustiner-Chorherr und Stiftsbibliothekar sowie Mathematiker und Astronom
- Torbrügge, Nils (* 1992), deutscher Handballspieler
- Torbrügge, Walter (1923–1994), deutscher Prähistoriker

### Torc
- Torcacita, La (1924–1988), mexikanische Sängerin und Schauspielerin
- Torcapel, Anne (1916–1988), Schweizer Architektin
- Torcapel, John (1881–1965), Schweizer Architekt und Maler
- Torcellan, Vittorio (* 1962), italienischer Ruderer
- Torch (* 1971), deutscher RapperTorch (* 1971)

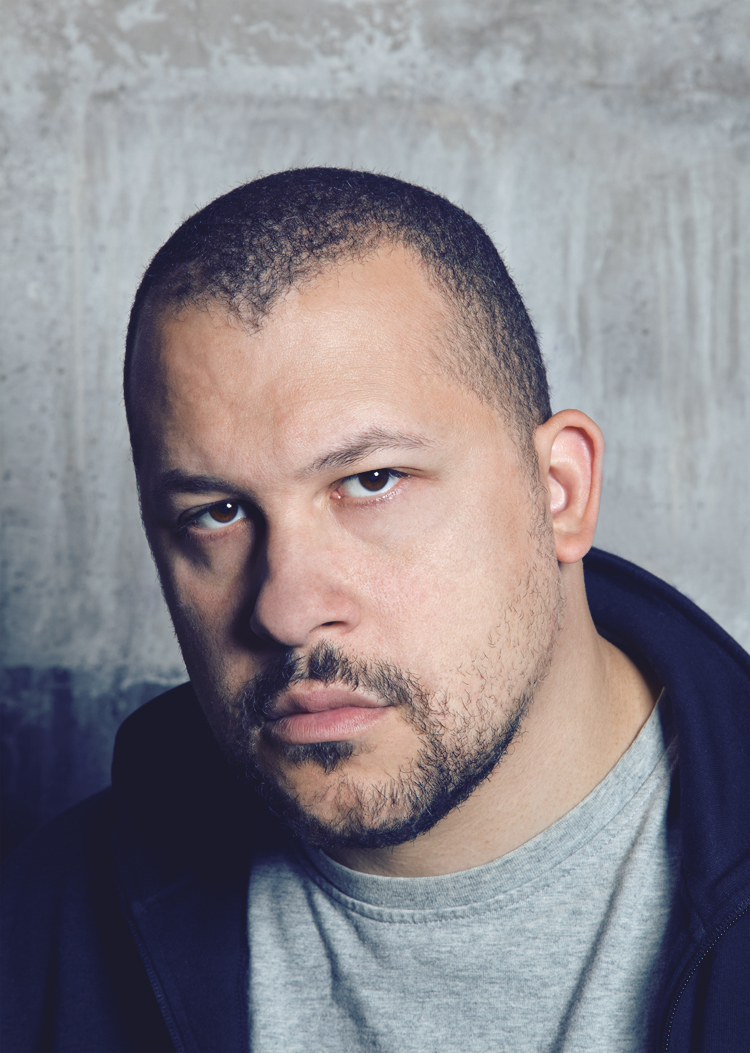
Torch (* 1971)

- Torche, Fernand (1866–1937), Schweizer Politiker
- Torche, Florencia, US-amerikanische Sozialwissenschaftlerin
- Torcheboeuf, Émile (1876–1950), französischer Leichtathlet
- Torchetti, John (* 1964), US-amerikanischer Eishockeyspieler und -trainer
- Torchi, Luigi (1858–1920), italienischer Musikwissenschaftler
- Torchia, Ellora (* 1992), britische Schauspielerin
- Torchinsky, Yves (* 1957), französischer Jazzmusiker (Kontrabass, Komposition)
- Torchio, Sebastiano (1918–1994), italienischer Radrennfahrer
- Torchy, Paul (1897–1925), französischer Autorennfahrer
- Torcigliani, Michelangelo (1618–1679), italienischer Barockdichter
- Torck, Anna Sophia († 1676), Äbtissin im Stift Nottuln
- Torck, Dietrich (1599–1666), Domherr in Münster
- Torck, Johann (1558–1638), Domherr in Münster und Subdiakon
- Torck, Johann Asbeck († 1639), Domherr in Münster
- Torck, Johann Rotger (1628–1686), Dompropst in Minden und Generalvikar in Münster
- Torckler, Michael (* 1987), neuseeländischer Radrennfahrer
- Torcuato de Alvear, Marcelo (1868–1942), argentinischer Politiker und Staatspräsident (1922–1928)
- Torcy, Jean-Baptiste Colbert, marquis de (1665–1746), französischer Diplomat und Außenminister

### Tord
- Torda, Karl Bakalarz-Zákos von (1841–1915), österreichischer Feldmarschall-Leutnant
- Tordai, Teri (* 1941), ungarische Schauspielerin
- Torday, Paul (1946–2013), britischer Schriftsteller
- Torday, Piers (* 1974), britischer Kinderbuchautor
- Tordella, Louis W. (1911–1996), US-amerikanischer Geheimdienstler, Vize-Direktor der NSA
- Tordenskiold, Peter Wessel (1690–1720), dänischer OffizierPeter Wessel Tordenskiold (1690–1720)

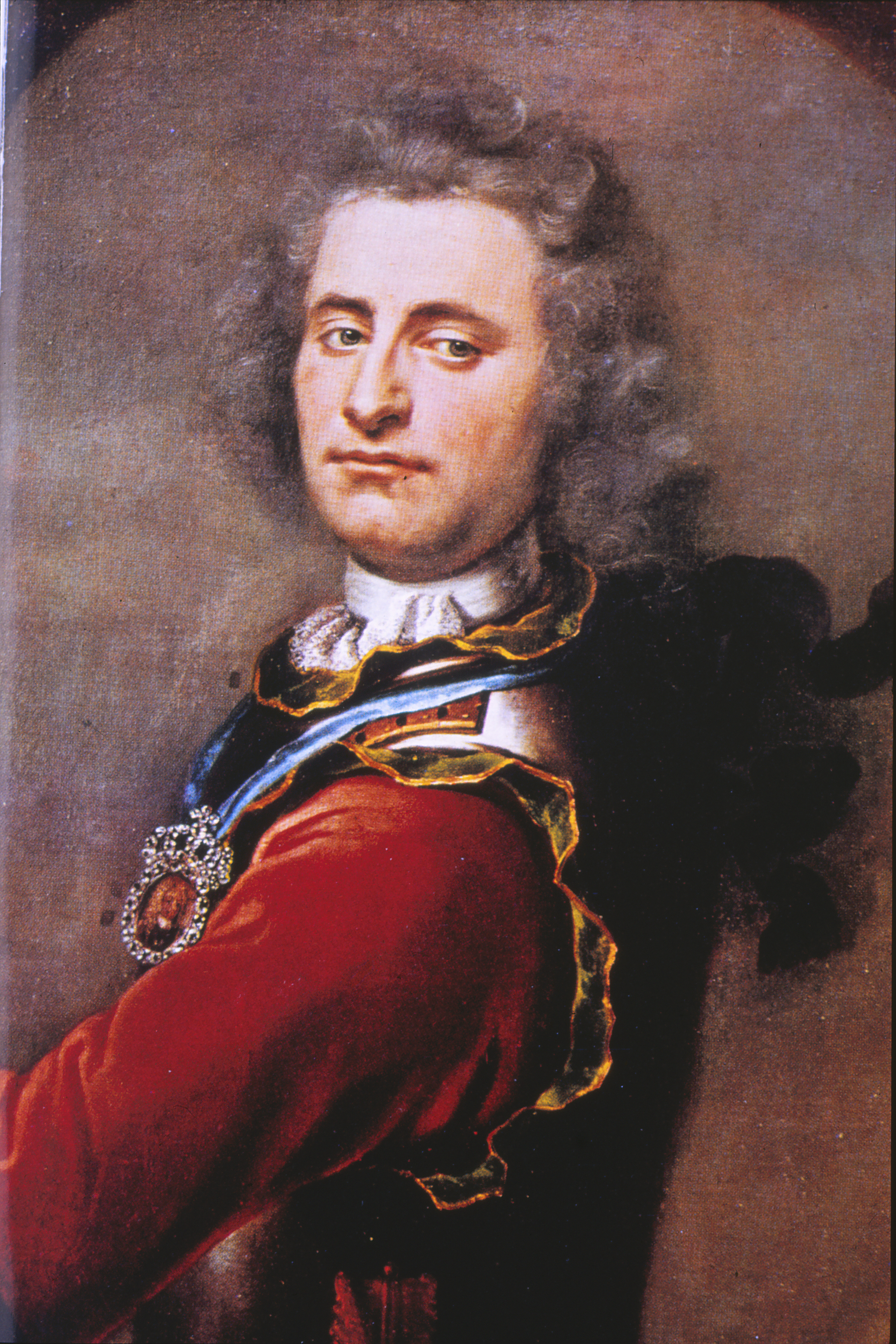
Peter Wessel Tordenskiold (1690–1720)

- Tordera i Prat, Arnau (* 1986), katalanischer Komponist, Gitarrist, Sänger und Schauspieler
- Tordesillas, Jesús (1893–1973), spanischer Schauspieler
- Tordi, Pietro (1906–1990), italienischer Schauspieler
- Tordini, Christopher (* 1984), US-amerikanischer Jazzmusiker
- Tordjman, Josh (* 1985), kanadischer Eishockeytorwart
- Tordjman, Trevor (* 1995), kanadischer Schauspieler und Tänzer
- Tordo, Fernando (* 1948), portugiesischer Sänger
- Tordo, Jean (1927–2017), französischer Jazz- und Unterhaltungsmusiker
- Tordo, João (* 1975), portugiesischer Schriftsteller, Journalist, Übersetzer und Drehbuchautor
- Tordoff, Geoffrey, Baron Tordoff (1928–2019), britischer Politiker und Manager
- Tordoff, Harrison Bruce (1923–2008), US-amerikanischer Ornithologe und Museumsleiter
- Tordsson, Sigvat (* 995), Skalde im Gefolge Olavs des Heiligen
- Tordy, Christa (1901–1945), deutsche Schauspielerin

### Tore
- Tore Barbina, Maria (1940–2007), italienische Autorin und Übersetzerin
- Tore Den Trøndske († 1230), Erzbischof von Nidaros
- Tore Gudmundsson († 1214), Erzbischof in Nidaros
- Tore Håkonsson († 1317), norwegischer Kanzler, Sýslumaður und Diplomat
- Tore Hund, bedeutender Häuptling in Norwegen
- Töre, Gökhan (* 1992), türkischer FußballspielerGökhan Töre (* 1992)

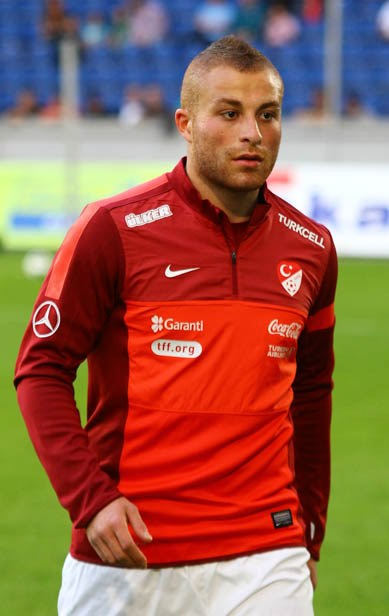
Gökhan Töre (* 1992)

- Töre, Pınar (* 1979), türkische Schauspielerin
- Torebko, Peter (* 1988), deutscher Tennisspieler
- Töregene Hatun († 1247), Regentin des Mongolenreiches
- Töreghalijew, Nariman (* 1964), kasachischer Politiker
- Töreghoschina, Baqytschan (* 1962), kasachische Menschenrechtsaktivistin
- Torell, Knut (1885–1966), schwedischer Turner
- Torell, Otto Martin (1828–1900), schwedischer Geologe, Glaziologe und Polarforscher
- Torelli, Achille (1841–1922), italienischer Schriftsteller, Dramatiker, Theaterleiter und Bibliothekar
- Torelli, Cristoforo I. († 1460), Feudalherr
- Torelli, Felice (1667–1748), italienischer Maler
- Torelli, Francesco Maria I. († 1486), Feudalherr
- Torelli, Gabriele (1849–1931), italienischer Mathematiker
- Torelli, Giacomo (1608–1678), italienischer Maler, Architekt und Bühnenbildner
- Torelli, Giuseppe (1658–1709), italienischer Komponist und ViolinistGiuseppe Torelli (1658–1709)

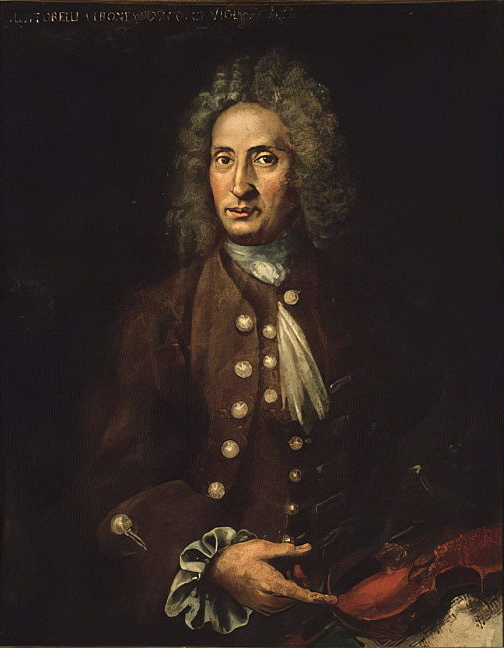
Giuseppe Torelli (1658–1709)

- Torelli, Giuseppe (1721–1781), italienischer Mathematiker
- Torelli, Guido (1379–1449), Feudalherr
- Torelli, Ines (1931–2019), Schweizer Volksschauspielerin und Kabarettistin
- Torelli, Ludovica (1499–1569), Gründerin religiöser Frauenvereinigungen
- Torelli, Luigi (1810–1887), italienischer Freiheitskämpfer und Politiker
- Torelli, Mario (1937–2020), italienischer Archäologe und Etruskologe
- Torelli, Pietro Guido I. († 1460), Feudalherr
- Torelli, Ruggiero (1884–1915), italienischer Mathematiker
- Torelli, Stefano (1712–1784), italienischer Kunstmaler
- Torello, Emilia, US-amerikanische Schauspielerin
- Torelló, Johannes B. (1920–2011), spanisch-österreichischer Geistlicher und römisch-katholischer Theologe, Facharzt für Psychiatrie und Neurologie
- Torello, Paolo (1576–1630), italienischer katholischer Geistlicher und Erzbischof von Rossano
- Toren, Bernard van den (* 1966), niederländischer evangelischer Theologe
- Toren, Cat, kanadische Jazzmusikerin (Piano, Keyboards, Komposition)
- Torén, Märta (1925–1957), schwedische Schauspielerin
- Torén, Olof (1718–1753), schwedischer Naturforscher
- Tören, Serkan (* 1972), türkisch-deutscher Politiker (FDP), MdBSerkan Tören (* 1972)

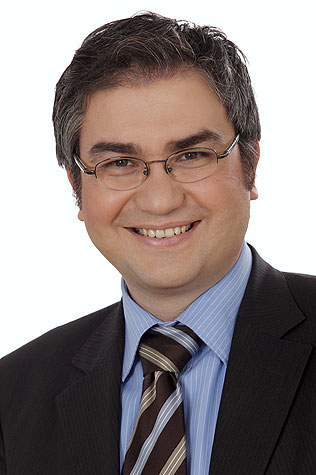
Serkan Tören (* 1972)

- Torenburg, Erwin Erich (1896–1965), deutscher Journalist und Schriftsteller
- Torenstra, Waldemar (* 1974), niederländischer Schauspieler
- Törer, Özge (* 1998), türkische Schauspielerin
- Torero, Alfredo (1930–2004), peruanischer Anthropologe und Linguist
- Torero, José Roberto (* 1963), brasilianischer Journalist und Autor

### Torf
- Torf, normannischer Adliger
- Torf, Sylvia, ungarischstämmige Schauspielerin beim deutschen Film und Theater
- Torff, Brian (* 1954), US-amerikanischer Jazzmusiker
- Torfhildur Þorsteinsdóttir (1845–1918), isländische Schriftstellerin
- Torfi Bryngeirsson (1926–1995), isländischer Leichtathlet
- Torfs, Rik (* 1956), belgischer Kirchenrechtler und Hochschullehrer
- Torfs, Robbe (* 2003), belgischer Sprinter

### Torg
- Torga, Miguel (1907–1995), portugiesischer Schriftsteller
- Torgal Mendes Ferreira, Januário (* 1938), portugiesischer Geistlicher und emeritierter Militärbischof von Portugal
- Tórgarð, René (* 1979), färöischer Fußballspieler
- Torgashev, Andrew (* 2001), US-amerikanischer Eiskunstläufer
- Torge, Anna, deutsche Mandolinistin und Gitarristin
- Torge, William, Drehbuchautor, Liedtexter und Journalist
- Torge, Wolfgang (* 1931), deutscher Geodät
- Torgensen, Aage (1900–1932), dänischer Ringer
- Torger, Arne (* 1946), schwedischer Pianist
- Torger, Will (1910–1984), deutscher Maler
- Torgersen, Arne (1910–1987), norwegischer, später US-amerikanischer UN-Hochkommissar
- Torgersen, Einar (1886–1946), norwegischer Segler
- Torgersen, Thorvald (1862–1943), norwegischer Genremaler
- Torgersen, Tobias (* 1982), norwegischer Biathlet und Biathlontrainer
- Torgersson, Therese (* 1976), schwedische Seglerin
- Torges, Günther (1935–1993), deutscher Maler und Grafiker
- Torggler, Erich (1899–1938), österreichischer Maler des Expressionismus
- Torggler, Franz (1857–1942), österreichischer Gynäkologe
- Torggler, Hermann (1878–1939), österreichischer Porträtmaler
- Torggler, Ulrich (* 1970), österreichischer Rechtswissenschaftler
- Torghelle, Sándor (* 1982), ungarischer Fußballspieler
- Torgils Knutsson († 1306), schwedischer Reichsmarschall und Regent
- Torgler, Ernst (1893–1963), deutscher Politiker (USPD, KPD, SPD), MdR und Mitangeklagter im ReichstagsbrandprozessErnst Torgler (1893–1963)

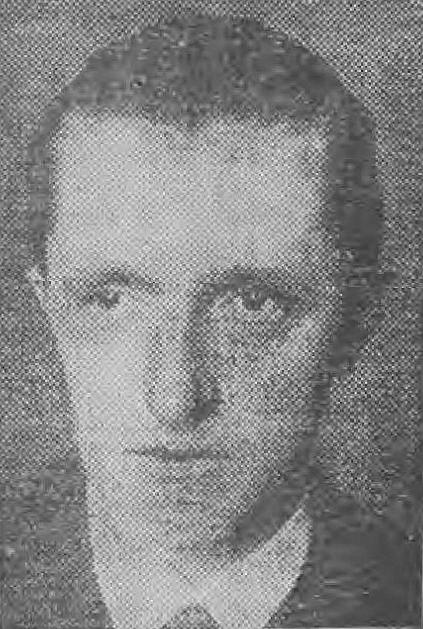
Ernst Torgler (1893–1963)

- Torgnascioli, Franco (* 1990), uruguayischer Fußballspieler
- Torgowanow, Dmitri Nikolajewitsch (* 1972), russischer Handballspieler und -trainer
- Torgrim von Ljones, norwegischer Heerführer

### Torh
- Torhorst, Adelheid (1884–1968), deutsche Politikerin
- Torhorst, Marie (1888–1989), deutsche Politikerin (SPD, SED), MdV und Pädagogin
- Torhthere, Bischof von Hereford

### Tori
- Tóri Beinisson (959–1005), Figur der Färingersaga und Akteur zur Wikingerzeit auf den Färöern
- Tōri, Riyon (* 2001), japanischer Fußballspieler
- Torian, Reggie (* 1975), US-amerikanischer Hürdenläufer
- Toribio de Benavente († 1569), spanischer Franziskaner und Missionar in Neuspanien (Mexiko)
- Toribio de Mogrovejo (1538–1606), spanischer Missionar und zweiter Erzbischof von Lima
- Toribio, José Vicente (* 1985), spanischer Radrennfahrer
- Toribio, Rafael (* 1953), mexikanischer Fußballspieler
- Toribio, Simeon (1905–1969), philippinischer Hochspringer
- Toribiong, Johnson (* 1946), palauischer Politiker, Präsident von Palau
- Toribiong, Marina (* 1994), palauische Kanutin
- Torigai, Ryohei (* 2000), japanischer Fußballspieler
- Torigoe, Megumi, japanische Fußballspielerin
- Torii, Kiyohiro, japanischer Maler
- Torii, Kiyomasu, japanischer Maler
- Torii, Kiyomasu II. (1706–1763), japanischer Holzschnittkünstler
- Torii, Kiyomitsu I. (1735–1785), japanischer Holzschnittkünstler
- Torii, Kiyonaga (1752–1815), japanischer Künstler
- Torii, Kiyonobu (1664–1729), japanischer Maler
- Torii, Kiyonobu II., japanischer Maler und Holzschnittzeichner
- Torii, Kiyoshige, japanischer Maler und Holzschnittzeichner
- Torii, Kiyotada, japanischer Ukiyo-e-Künstler der Edo-Zeit
- Torii, Kotondo (1900–1976), japanischer Holzschnitt-Künstler
- Torii, Mototada (1539–1600), japanischer Samurai und Daimyō (Feudalherr)
- Torii, Ryūzō (1870–1953), japanischer Anthropologe und Archäologe
- Torii, Shinjirō (1879–1962), japanischer Unternehmer und Gründer von Suntory
- Torii, Sosen (1867–1928), japanischer Journalist
- Torii, Tadafumi (1847–1914), japanischer Daimyō und Chef des Hauses
- Torii, Yōzō (1796–1873), japanischer Shogun-Gefolgsmann
- Torii, Yuki (* 1943), japanische Modeschöpferin
- Toriizuka, Nobuhito (* 1972), japanischer Fußballspieler
- Torija de la Fuente, Rafael (1927–2019), spanischer Geistlicher, römisch-katholischer Bischof von Ciudad Real
- Torik, Aléa (* 1983), rumäniendeutsche Kunstfigur
- Torikai, Yoshiki (* 1998), japanischer Fußballspieler
- Torikai, Yūya (* 1988), japanischer Fußballspieler
- Toril, Alberto (* 1973), spanischer Fußballspieler und -trainer
- Toril, Alexander (* 1996), spanischer Automobilrennfahrer
- Torinesi, Zoe (* 1981), Schweizer Moderatorin und Model
- Toriola, Segun (* 1974), nigerianischer Tischtennisspieler
- Toriss, Hassan (* 1992), marokkanischer Langstreckenläufer
- Toriumi, Kōji (* 1995), japanischer Fußballspieler
- Toriumi, Yūto (* 2001), japanischer Weitspringer
- Toriyama, Akira (1955–2024), japanischer Manga-ZeichnerAkira Toriyama (1955–2024)

Akira Toriyama (1955–2024)

- Toriyama, Motomu, japanischer Videospielentwickler
- Toriyama, Sekien (1712–1788), japanischer Maler
- Tóriz Cobián, Alfonso (1913–1992), mexikanischer Geistlicher, Bischof von Querétaro
- Toriz, Lucrecia (1867–1962), mexikanische Arbeiterin und Sozialkämpferin

### Torj
- Torjanyk, Olexander (* 1990), ukrainischer Eishockeyspieler
- Torje, Gabriel (* 1989), rumänischer Fußballspieler

### Tork
- Tork, Dave (* 1934), US-amerikanischer Stabhochspringer
- Tork, Peter (1942–2019), US-amerikanischer Bassgitarrist der Popgruppe The Monkees
- Torka, Horst (1926–2005), deutscher Schauspieler
- Torka, Sanije (* 1944), deutsche Sängerin und Künstlerin
- Torkal, Selahattin (1924–2010), türkischer Fußballspieler und -trainer
- Torkan (1941–2019), deutsche Schriftstellerin
- Torkar, Igor (1913–2004), slowenischer Schriftsteller, Lyriker, Dramatiker und Publizist
- Torke, Hans-Joachim (1938–2000), deutscher Historiker und Hochschulprofessor
- Torke, Marc (* 1982), deutscher Moderator und Stadionsprecher
- Torke, Michael (* 1961), US-amerikanischer Komponist
- Torkelsen, Emilie Rodahl (* 1992), norwegische Fußballschiedsrichterin
- Torkewitz, Christian (* 1975), deutscher Jazzmusiker
- Torkildsen, Peter G. (* 1958), US-amerikanischer Politiker
- Torkildsen, Tor (1932–2006), norwegischer Romanautor, Reeder und Seemann
- Torkildsen, Torleif (1892–1944), norwegischer Turner und Tennisspieler
- Torkilsdóttir, Turið, Färingerin
- Torkki, Jari (* 1965), finnischer Eishockeyspieler
- Torkki, Sami (* 1978), finnischer Eishockeyspieler
- Torkler, Peter (1942–2024), deutscher Politiker (SPD), Bürgermeister von Schortens (1986–1996)
- Torkler, Thomas (* 1956), deutscher Architekt und Bildhauer
- Torkler, Wolfgang (* 1965), deutscher Jazzmusiker (Piano, Komposition)
- Törkott, Jürgen (* 1969), deutscher Hörfunkmoderator und Fernsehmoderator
- Torkuhl, Johann Joachim Friedrich (1790–1870), Bürgermeister von Lübeck
- Torkunow, Anatoli Wassiljewitsch (* 1950), russischer Diplomat, Historiker und Politikwissenschaftler
- Torky, Mohsen (* 1973), iranischer Fußballschiedsrichter

### Torl
- Torlakjan, Misak (1889–1968), armenischer Attentäter
- Tørlen, Ingrid (* 1979), norwegische Beachvolleyballspielerin
- Törley, József (1858–1907), ungarischer Schaumweinfabrikant
- Torlonia, Alessandro (1800–1886), italienischer Adeliger, Bankier, Unternehmer und Kunstsammler
- Torlonia, Giovanni Raimondo (1754–1829), italienischer Bankier
- Torlopowa, Nadeschda Wiktorowna (* 1978), russische Boxerin

### Torm
- Torma, Ágnes (* 1951), ungarische Volleyballspielerin
- Torma, Julien (* 1902), Autor
- Torma, Július (1922–1991), slowakischer Boxer
- Torma, Károly (1829–1897), ungarischer Grundbesitzer, Politiker und Archäologe
- Torma, Zsófia (1832–1899), ungarische Anthropologin und Archäologin
- Törmänen, Antti (* 1970), finnischer Eishockeyspieler und -trainer
- Törmänen, Jouko (1954–2015), finnischer Skispringer
- Tormassow, Alexander Petrowitsch (1752–1819), russischer General der Kavallerie und zuletzt Gouverneur von Moskau
- Tormay, Cécile (1876–1937), ungarische Schriftstellerin und Frauenfunktionärin
- Tormé, Mel (1925–1999), US-amerikanischer Jazz-Sänger und SchauspielerMel Tormé (1925–1999)

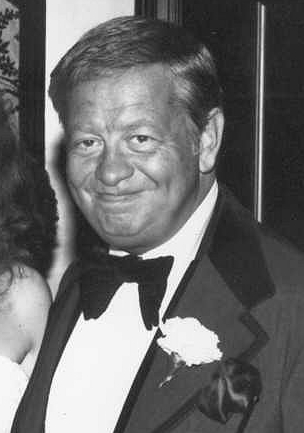
Mel Tormé (1925–1999)

- Tormen, Richard (* 1951), chilenischer Radrennfahrer
- Tormena, Gaia (* 2002), italienische Mountainbikerin
- Tormento (* 1975), italienischer Rapper
- Törmer, Benno Friedrich (1804–1859), deutscher Maler in Rom
- Törmer, Hugo (1846–1902), deutscher Historien- und Genremaler
- Törmer, Julius Anton (1803–1868), sächsischer Generalmajor
- Tormin, Walter (1923–2011), deutscher Politiker (SPD), MdHB
- Tormis, Lea (1932–2025), estnische Theaterwissenschaftlerin
- Tormis, Veljo (1930–2017), estnischer Komponist
- Tormo, Ricardo (1952–1998), spanischer Motorradrennfahrer
- Tormóðsson, Zakarias, Løgmaður der Färöer
- Tormoen, Maddy (* 1961), US-amerikanische Triathletin

### Torn
- Torn, David (* 1953), US-amerikanischer Jazz-Gitarrist und Komponist
- Törn, Helge (1928–2022), finnischer Radrennfahrer
- Torn, Rip (1931–2019), US-amerikanischer SchauspielerRip Torn (1931–2019)

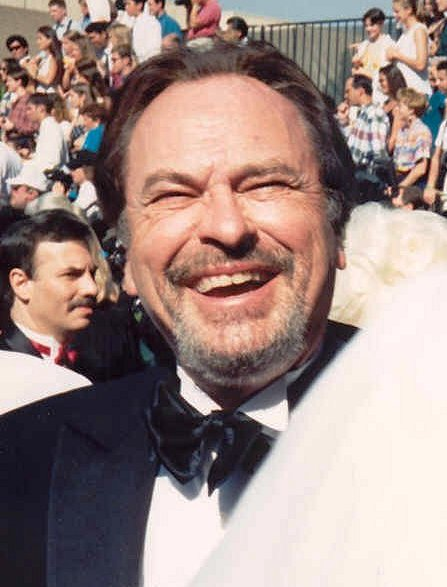
Rip Torn (1931–2019)

- Törnå, Oscar (1842–1894), schwedischer Landschaftsmaler
- Tornabene, Francesco (* 1958), italienischer Hörfunkjournalist
- Tornabuoni, Giovanna (1468–1488), italienische Adlige
- Tornabuoni, Giovanni (1428–1497), italienischer Adliger, Bankier und Mäzen
- Tornabuoni, Lucrezia (1425–1482), italienische Adlige und Dichterin
- Tornaco, Arnold Franz von (1696–1766), kaiserlicher hoher Offizier, Gouverneur und Diplomat
- Tornaco, Camille de (1807–1880), belgischer Politiker und Senatspräsident
- Tornade, Pierre (1930–2012), französischer Schauspieler und Synchronsprecher
- Tornado, Paul (* 1951), niederländischer Punk-Musiker, Fotograf und Maler
- Tørnæs, Ulla (* 1962), dänische Politikerin der Venstre, MdEP
- Tornaghi, Paolo (* 1988), italienischer Fußballspieler
- Tornambene, Sofia (* 2003), italienische Popsängerin
- Tornare, Manuel (* 1951), Schweizer Politiker (SP)
- Tornatore, Giuseppe (* 1956), italienischer FilmregisseurGiuseppe Tornatore (* 1956)

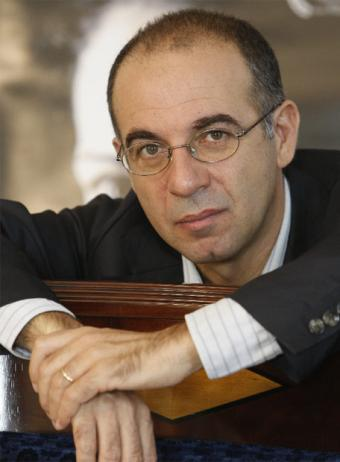
Giuseppe Tornatore (* 1956)

- Tornau, Christian (* 1967), deutscher Klassischer Philologe
- Tornau, Fjodor Fjodorowitsch (1810–1890), kaiserlich-russischer Offizier deutsch-baltischer Herkunft
- Tornau, Friedrich (1877–1914), deutscher Geologe
- Tornau, Hans Joachim (1923–2014), deutscher Politiker (FDP), MdL
- Tornau, Otto (1886–1982), deutscher Pflanzenbauwissenschaftler
- Tornauw, Nicolaus von (1811–1882), kaiserlich-russischer Verwaltungsjurist, Verfasser einer Darstellung des islamischen Rechts
- Tornavaca Fernández, Aitor (* 1976), spanischer Fußballspieler
- Tornay, Cédric (1974–1998), Korporal in der Schweizergarde
- Tornay, Maurice (1910–1949), schweizerischer Augustiner-Chorherr und Märtyrer im Tibet
- Tornay, Maurice (* 1953), Schweizer Politiker (CVP)
- Tornberg, Anna-Karin (* 1971), schwedische Mathematikerin
- Tornberg, Carl Johan (1807–1877), schwedischer Orientalist
- Tornberg, Johan (* 1973), schwedischer Eishockeyspieler und -trainer, sowie Sportreporter
- Tornberg, Nina, schwedische Diplomatin
- Tornblad, Linus (* 1993), schwedischer Fußballspieler
- Törne, Dorothea von (* 1948), deutsche Journalistin, Lektorin und Autorin
- Törne, Volker von (1934–1980), deutscher Lyriker und Schriftsteller
- Tornegg, Hella (1878–1946), deutsche Schauspielerin und Sängerin
- Törnell, Monica (* 1954), schwedische Pop-Rock-Sängerin
- Törneman, Axel (1880–1925), schwedischer Maler und Grafiker
- Torner Sensano, Neus (* 2007), spanische Tennisspielerin
- Törner, Gösta (1895–1971), schwedischer Turner
- Törner, Gösta (1912–1982), schwedischer Jazzmusiker (Trompete) und Bandleader
- Törner, Günter (* 1947), deutscher Mathematiker und Hochschullehrer
- Torner, Joseph Nicolaus († 1762), deutscher Organist und Komponist
- Törner, Oliver (* 1956), deutscher Schauspieler
- Torner, Werner (1936–2024), deutscher Fußballspieler
- Törneros, Adolf (1794–1839), schwedischer Schriftsteller, Philologe, Universitätslehrer und Humanist
- Tørnes, Michael (* 1986), dänischer Fußballtorhüter
- Tornese, Marco (* 1984), Schweizer Model und LGBT-Aktivist
- Tornetta, Marco Filippo (* 1955), italienischer Diplomat
- Tornéus, Michel (* 1986), schwedischer Weitspringer
- Torneva, Jana (* 1973), deutsche Tänzerin und Choreographin
- Torney, Georg Ludwig von (1791–1863), deutscher Verwaltungsbeamter
- Törngren, Ralf (1899–1961), finnischer Politiker, Mitglied des Reichstags und Ministerpräsident
- Törni, Lauri (1919–1965), finnischer und US-amerikanischer OffizierLauri Törni (1919–1965)

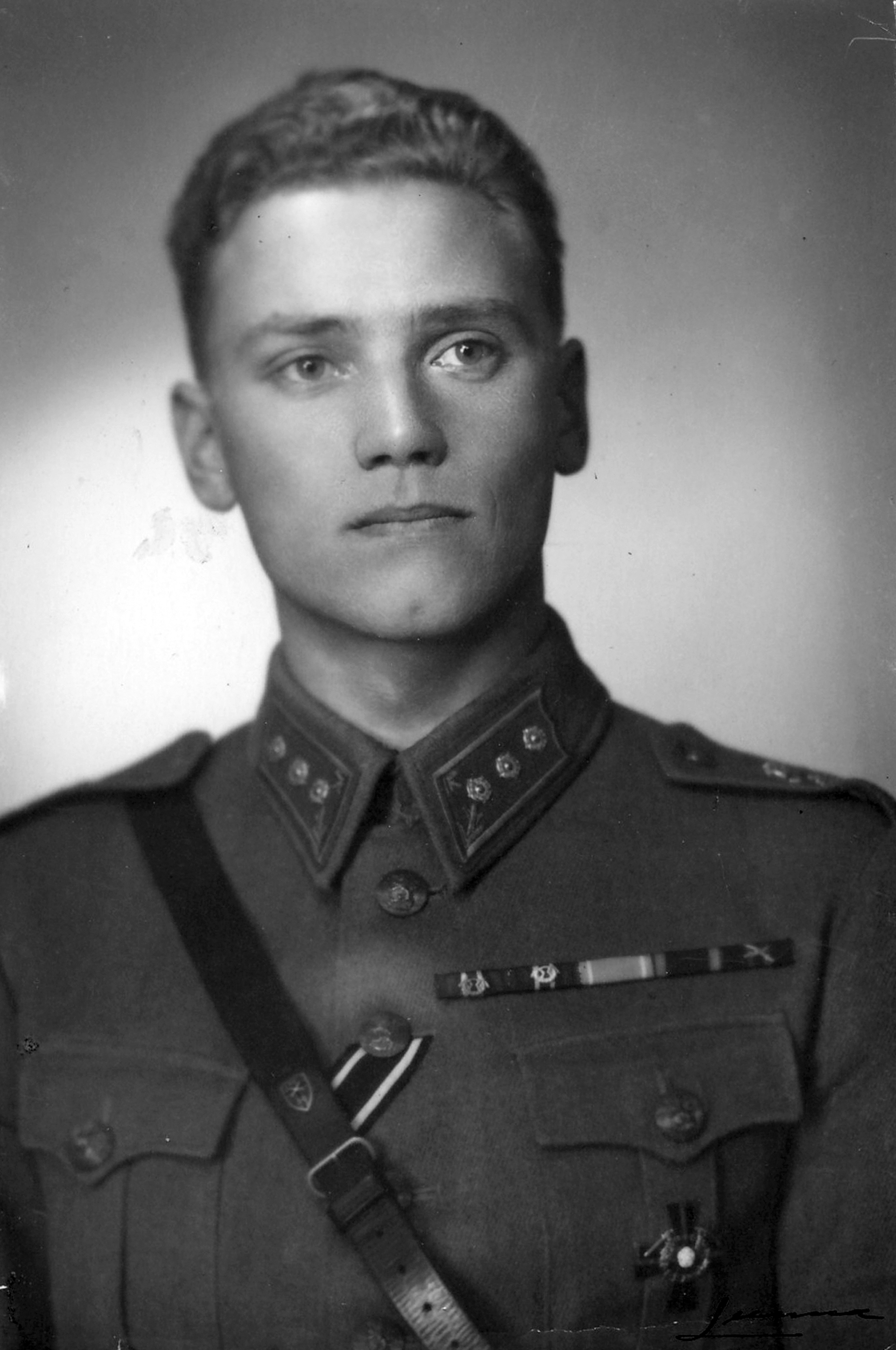
Lauri Törni (1919–1965)

- Torni, Petri (* 1978), finnischer Unihockeytrainer
- Torniamenti, Carlo (1841–1864), deutscher Landschaftsmaler
- Tornich, João Victor (* 2002), brasilianischer Fußballspieler
- Tornielli Brusati di Vergano, Giuseppe (1836–1908), italienischer Diplomat und Senator, Gesandter und Botschafter
- Tornielli di Borgolavezzaro, Luigi (1888–1944), italienischer Adeliger Bobsportler, Tennisspieler, Automobilrennfahrer, Sportfunktionär und Politiker
- Tornielli, Andrea (* 1964), italienischer Journalist und Schriftsteller
- Tornielli, Antonio (1579–1650), italienischer Geistlicher und Bischof von Novara
- Torniello, Francesco († 1589), italienischer Typograf, Schriftsteller und Franziskaner
- Tornier, Erhard (1894–1982), deutscher Wahrscheinlichkeitstheoretiker
- Tornier, Gustav (1859–1938), deutscher Zoologe
- Tornier, Kurt (1899–1983), deutscher Bankmanager
- Törnig, Josef (1900–1961), deutscher Jurist im Dienste des NS-Regimes
- Törnig, Willi (1930–2018), deutscher Mathematiker
- Tornillo, Mark (* 1954), US-amerikanischer Heavy-Metal-SängerMark Tornillo (* 1954)

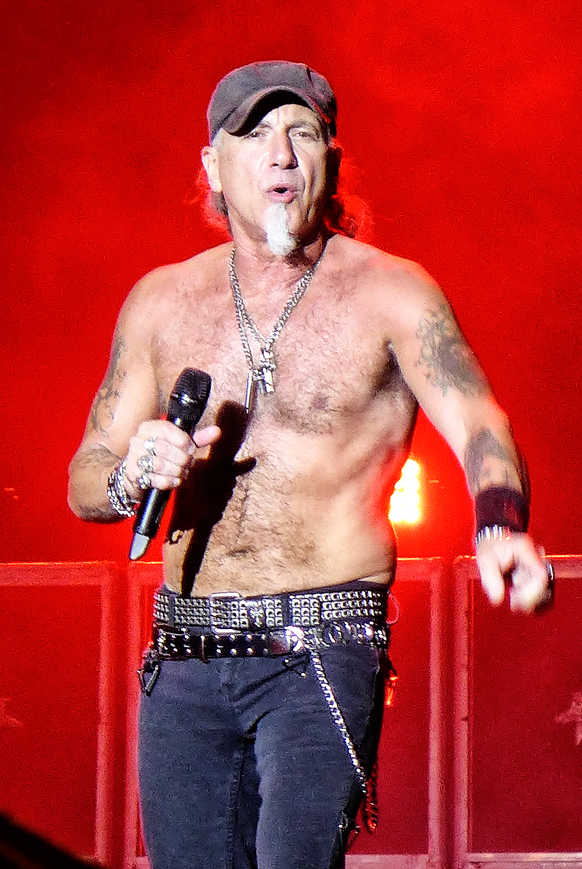
Mark Tornillo (* 1954)

- Torning, Alice (* 1893), deutsche Theater- und Stummfilmschauspielerin
- Tornioli, Niccolò († 1651), italienischer Maler
- Tornius, Valerian (1883–1970), deutscher Literaturwissenschaftler, Schriftsteller und Übersetzer
- Törnkvist, Anders (1920–1986), schwedischer Skilangläufer
- Torno, Fritz (1881–1962), deutscher Architekt
- Tornow, Georgia (* 1948), deutsche Journalistin
- Tornow, Johann († 1662), brandenburgischer Staatsmann
- Tornow, Karl (1900–1985), deutscher Sonderpädagoge
- Tornow, Paul (1848–1921), deutscher Architekt, Baubeamter und Denkmalpfleger, Dombaumeister in Metz
- Tornow, Thorsten (* 1963), deutscher Schriftsteller und Übersetzer
- Tornquist, Alexander (1868–1944), deutscher Geologe
- Tornquist, Ellen (1871–1944), deutsche Landschaftsmalerin und Lithografin
- Tornquist, Ernesto (1842–1908), argentinischer Industrieller
- Tornquist, Kristine (* 1965), österreichische Künstlerin, Autorin und Regisseurin
- Tornquist, Miguel (1873–1908), argentinischer Pianist und Komponist
- Tørnquist, Ragnar (* 1970), norwegischer Computerspiel-Designer
- Törnqvist, Henrik (* 1996), schwedischer Eishockeyspieler
- Törnqvist, Jane (* 1975), schwedische Fußballspielerin
- Törnqvist, Linda (* 1996), finnische Unihockeyspielerin
- Törnqvist, Marit (* 1964), schwedisch-niederländische Kinderbuch-Illustratorin
- Törnqvist, Rebecka (* 1964), schwedische Pop- und Jazz-Sängerin
- Törnqvist, Torbjörn (* 1953), schwedischer Manager
- Törnros, Gustaf (1887–1941), schwedischer Marathonläufer

### Toro
- Toró (* 1986), brasilianischer Fußballspieler
- Toro Araneda, Rolando Mario (1924–2010), chilenischer Lehrer, Psychologe und Gründer des Biodanzas (Psicodanza)
- Toro Cáceres, Javiera (* 1987), chilenische Politikerin und Ministerin
- Toro Pérez, Germán (* 1964), kolumbianischer Komponist und Musikpädagoge
- Toro Vallejo, Juan Manuel (* 1959), kolumbianischer römisch-katholischer Geistlicher, Bischof von Girardota
- Toro y Moi (* 1986), US-amerikanischer Sänger und Produzent
- Toro Zambrano y Ureta, Mateo de (1727–1811), Gouverneur von Chile und Präsident der Ersten Regierungsjunta
- Toro, Albert (1952–2019), papua-neuguineischer Schauspieler, Filmregisseur und Politiker
- Törő, András (* 1940), ungarischer Kanute
- Toro, Ariane (* 2003), spanische Judoka
- Toro, Benicio del (* 1967), puerto-ricanischer SchauspielerBenicio del Toro (* 1967)

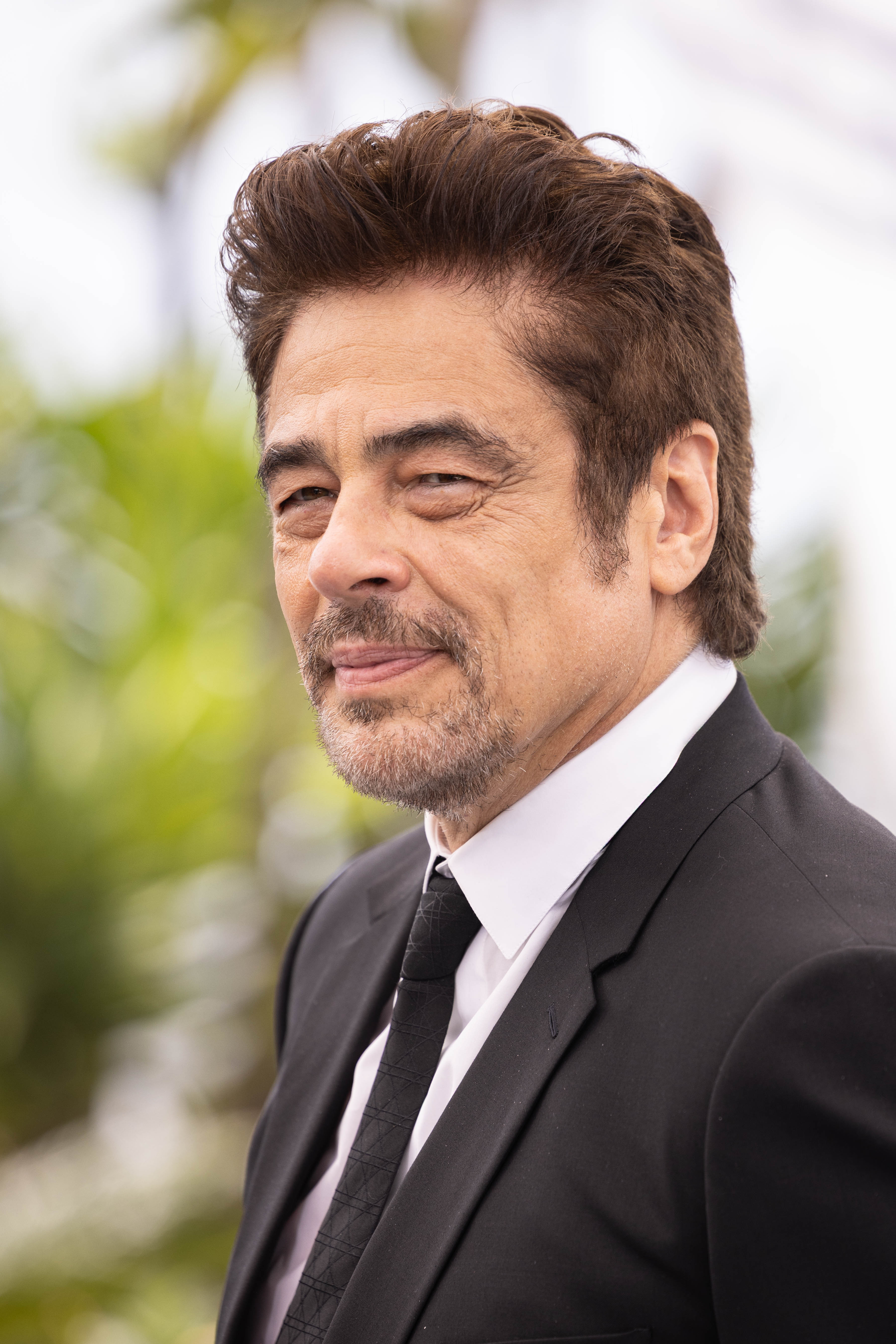
Benicio del Toro (* 1967)

- Toro, Carlos (* 1976), chilenischer Fußballspieler
- Toro, Claudio (1954–2013), chilenischer Fußballspieler
- Toro, Cristian (* 1992), spanischer Kanute
- Toro, Gonzalo de (1950–2011), uruguayischer Politiker
- Toro, Guillermo del (* 1964), mexikanischer Regisseur, Filmproduzent, Schriftsteller und Drehbuchautor
- Toro, Jorge (1939–2024), chilenischer Fußballspieler
- Toro, Juan (1930–2007), chilenischer Fußballspieler
- Toro, Juan (* 1984), chilenischer Fußballspieler
- Toro, Luis (* 1925), venezolanischer Radrennfahrer
- Toro, Manuel del (* 1925), spanischer Fußballspieler
- Toro, Maylín del (* 1994), kubanische Judoka
- Toro, Miguel de (* 1993), spanischer Wasserballspieler
- Toro, Natalia (* 1985), US-amerikanische Physikerin
- Toro, Policarpo (1856–1921), chilenischer Marineoffizier
- Toro, Raúl (1911–1982), chilenischer Fußballspieler
- Toro, Ray (* 1977), US-amerikanischer Rockgitarrist (My Chemical Romance)
- Toro, Ricardo (* 1961), chilenischer Fußballspieler
- Toro, Sebastián (* 1990), chilenischer Fußballspieler
- Toro, Sofía (* 1990), spanische Seglerin
- Törő, Szabolcs (* 1983), ungarischer Handballspieler
- Toro, Tatiana (* 1964), kolumbianische Mathematikerin
- Toro, Víctor, chilenischer Fußballspieler
- Toro, Yomo (1933–2012), puerto-ricanischer Musiker des Latin Jazz
- Torochtij, Oleksij (* 1986), ukrainischer Gewichtheber und Olympiasieger
- Törőcsik, Mari (1935–2021), ungarische Schauspielerin
- Toroczkai, László (* 1978), ungarischer Politiker (Mi Hazánk)László Toroczkai (* 1978)

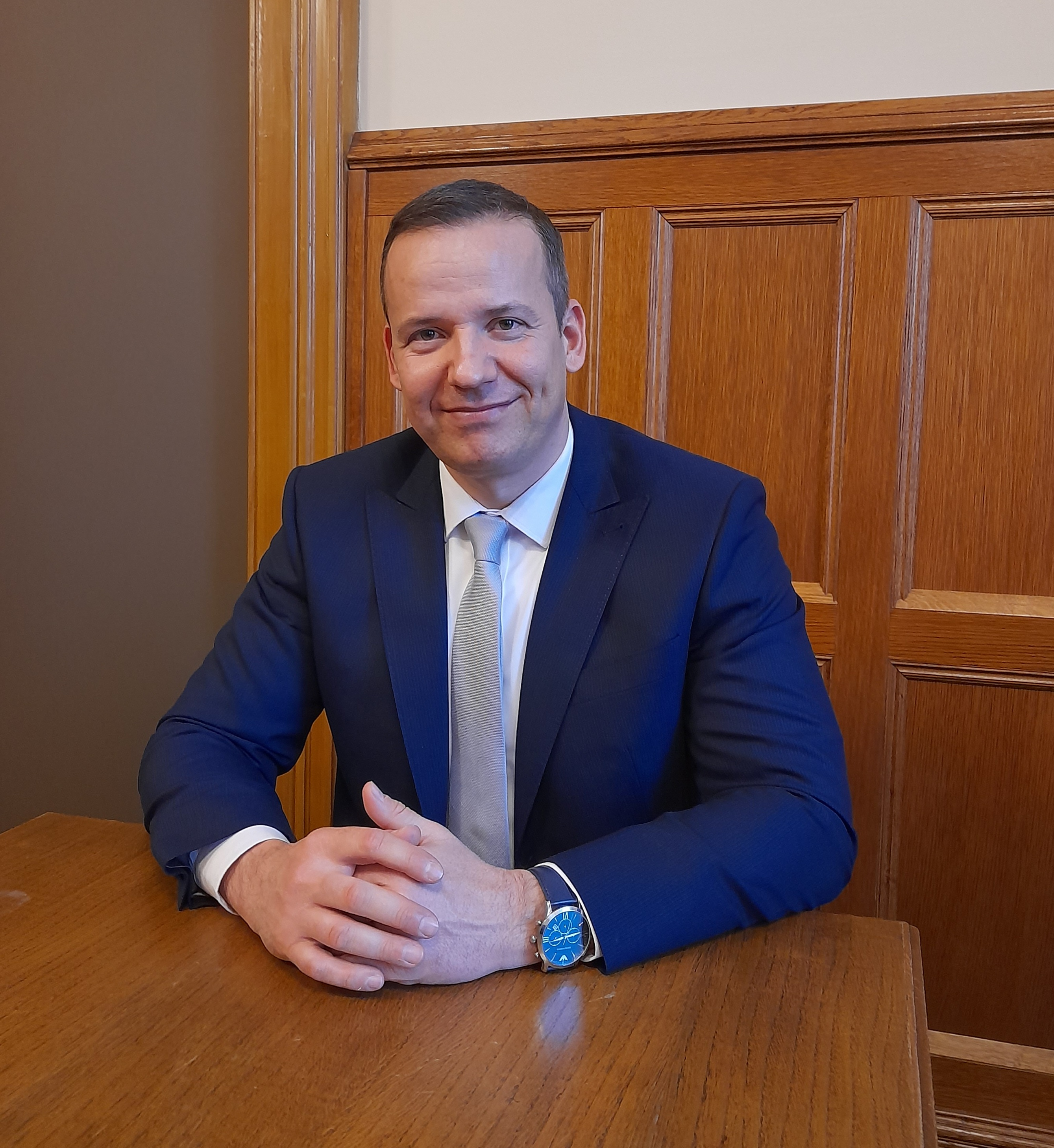
László Toroczkai (* 1978)

- Toroczkai, Máté (1553–1616), Leiter der Unitarischen Kirche in Siebenbürgen
- Toroczkai, Oszvald (1884–1951), ungarischer Maler
- Torode, John (* 1965), australischer Fernsehkoch und Autor
- Torode, Mike († 2024), Politiker
- Toroitich Kiprotich, Christopher (* 1981), kenianischer Marathonläufer
- Toroitich, Haron Kiplimo (* 1977), kenianischer Marathonläufer
- Toroitich, Timothy (* 1991), ugandischer Langstreckenläufer
- Török von Szendrő, Alexander (1809–1868), österreichischer Feldmarschallleutnant
- Török, Alexander (* 1914), deutscher Botschafter
- Török, András (* 1978), ungarischer Squashspieler
- Török, Anton (1761–1832), Bischof des Csanáder Bistums
- Török, Bálint, ungarischer Magnat und General
- Török, Béla (1871–1925), ungarischer HNO-Arzt
- Torok, Eduard (* 1997), rumänischer Skispringer
- Török, Enikő, ungarische Pianistin
- Török, Ferenc (* 1935), ungarischer Olympiasieger und Politiker, Mitglied des Parlaments
- Török, Gábor (* 1952), deutscher Künstler
- Török, Gergely (* 2002), ungarischer Hochspringer
- Török, Győző (1935–1987), ungarischer Radrennfahrer
- Török, Gyula (1938–2014), ungarischer Boxer
- Török, Imre (* 1949), ungarisch-deutscher Schriftsteller und Journalist
- Török, János (1843–1892), Bürgermeister von Temeswar
- Török, Joszef (* 1954), ungarischer Fußballspieler
- Török, Katalin (* 1985), ungarische Fußballschiedsrichterassistentin
- Török, László (1941–2020), ungarischer Archäologe
- Török, Levente (* 1993), ungarischer Dirigent
- Török, Matic (* 2003), slowenischer Eishockeyspieler
- Török, Ottó (* 1937), ungarischer Pentathlet
- Török, Raphael (* 1982), israelisch-deutscher Basketballspieler
- Török, Stefan (1903–1972), österreichischer altkatholischer Bischof
- Török, Zoltán (1899–1970), ungarischer Ruderer
- Toroman, Rajko (* 1955), serbischer Basketballtrainer
- Toromanovic, Damian (* 1999), deutscher Handballspieler
- Toromanović, Muhamed (* 1984), bosnisch-herzegowinischer Handballspieler
- Toromba, Hartman (* 1984), namibischer Fußballspieler
- Toroni, Niele (* 1937), Schweizer Konzeptkünstler des Minimalismus und der analytischen MalereiNiele Toroni (* 1937)

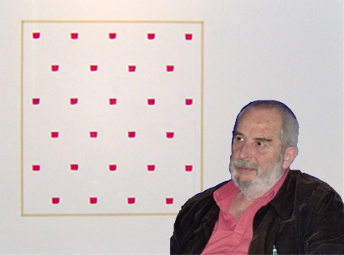
Niele Toroni (* 1937)

- Toronlo, Siméon (* 1968), zentralafrikanischer Judoka
- Torop, Kaarel (* 1992), estnischer Fußballspieler
- Torop, Sergei Anatoljewitsch (* 1961), russischer Gründer der Kirche des Letzten Testaments
- Torop, Wladislaw Leonidowitsch (* 2003), russischer Fußballspieler
- Toroptschenowa, Diana Maximowna (* 2002), russische Skispringerin
- Torori, Jackline (* 1978), kenianische Langstreckenläuferin
- Toros, Melisa (* 1986), türkische Schauspielerin
- Törös, Olga (1914–2015), ungarische Turnerin
- Torosantucci, Davide (* 1981), italienischer Radrennfahrer
- Toroschelidse, Sopio (* 1990), georgische Sängerin und Komponistin
- Torosh, Rosita (1945–1995), italienische Schauspielerin
- Torosidis, Vasilios (* 1985), griechischer Fußballspieler
- Torosjan, Dawit (* 1950), sowjetisch-armenischer Boxer
- Toroslu, Halit (1924–2020), türkischer General der Luftstreitkräfte
- Torossi, Eleni (1947–2022), griechisch-deutsche Schriftstellerin
- Torossian, Charles, französischer Mathematiker und französischer Generalsekretär für Erziehung
- Torossian, Sarkis (1891–1954), Kapitän der osmanischen Marine
- Torossjan, Samwel (* 1988), armenischer Skilangläufer und Biathlet
- Torosyan, Krikor (1884–1915), armenischer Satiriker, Karikaturist, Schriftsteller, Journalist und Verleger
- Toroya, Daniel (* 1992), bolivianischer Mittel- und Langstreckenläufer

### Torp
- Torp Larsen, Nikolaj (* 1973), dänischer Fusionmusiker (Keyboards, Komposition)
- Torp, Alf (1853–1916), norwegischer Philologe
- Torp, Ane Dahl (* 1975), norwegische SchauspielerinAne Dahl Torp (* 1975)

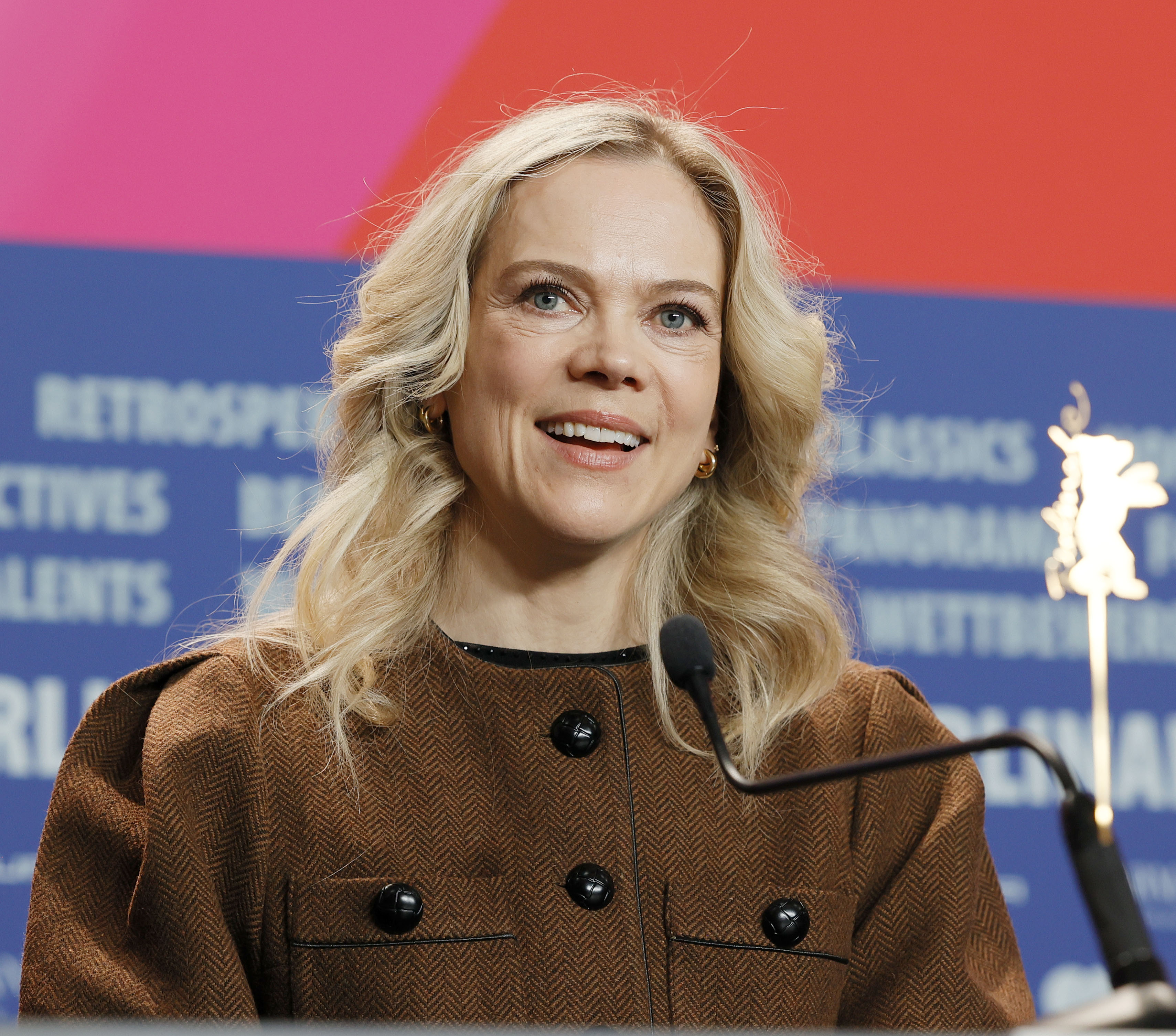
Ane Dahl Torp (* 1975)

- Torp, Cornelius (* 1967), deutscher Historiker
- Torp, Hjalmar (1924–2023), norwegischer Kunsthistoriker
- Torp, Linn (* 1977), norwegische Radrennfahrerin
- Torp, Martin (* 1957), deutscher Komponist, Pianist, Organist und Maler
- Torp, Nichlas (* 1989), schwedischer Eishockeyspieler
- Torp, Oscar (1893–1958), norwegischer sozialdemokratischer Politiker
- Torp, Silje (* 1974), norwegische Schauspielerin
- Torp, Silke (* 1969), deutsche Juristin und politische Beamtin
- Torp, Victor (* 1999), dänischer Fußballspieler
- Torpe, Christian (* 1978), dänischer Drehbuchautor
- Torpegaard, Mikael (* 1994), dänischer Tennisspieler
- Törper, Wilhelm (* 1876), deutscher Handwerker und Politiker
- Torpes, Heiliger der christlichen Kirche und Märtyrer
- Torpey, Pat (1953–2018), US-amerikanischer Schlagzeuger
- Torpie, John Ahern (1910–2000), australischer Ordensgeistlicher und römisch-katholischer Bischof von Cairns
- Torpigliani, Bruno (1915–1995), italienischer Geistlicher und Apostolischer Nuntius
- Torpo, Hannes (1901–1980), finnischer Kugelstoßer
- Torporley, Nathaniel (1564–1632), britischer Mathematiker, Geistlicher, Astronom und Astrologe
- Torpus, Sönke, deutscher Musiker, Sänger, Songwriter und Musikproduzent

### Torq
- Torquato, Salvatore (* 1954), italienischer Ingenieurwissenschaftler
- Torquato, Zack (* 1989), kanadischer Eishockeyspieler und -trainer
- Torquatus von Acci, spanischer Bischof
- Torquatus, Antonius, italienischer Arzt und Astrologe
- Torquemada, Juan de († 1468), spanischer Theologe und Vertreter der papalistischen Oberhoheit auf dem Basler Konzil
- Torquemada, Juan de († 1624), spanischer Franziskaner und Chronist
- Torquemada, Tomás de (1420–1498), spanischer GroßinquisitorTomás de Torquemada (1420–1498)

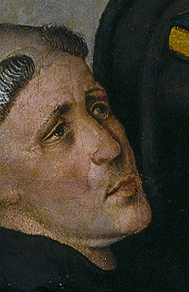
Tomás de Torquemada (1420–1498)

### Torr
- Torr, Cecil (1857–1928), britischer Autor
- Torr, Michèle (* 1947), französische Sängerin
- Torr, Rebecca (* 1990), neuseeländische Snowboarderin

#### Torra
- Torra i Pòrtulas, Enric (1910–2003), katalanischer Pianist, Komponist, Dirigent, Chorleiter und Musikpädagoge
- Torra, Quim (* 1962), spanischer Rechtsanwalt, Schriftsteller und katalanischer Politiker
- Torra-Mattenklott, Caroline (* 1969), deutsche Literaturwissenschaftlerin
- Torraca, Francesco (1853–1938), italienischer Romanist, Italianist und Mediävist
- Torraca, Giorgio (1927–2010), italienischer Chemiker und Restaurator
- Torracinta, Claude (1934–2024), Schweizer Journalist
- Torrado Mosconi, Ariel Edgardo (* 1961), argentinischer Geistlicher, Bischof von Nueve de Julio
- Torrado, Gerardo (* 1979), mexikanischer Fußballspieler
- Torrado, Ramón (1905–1990), spanischer Filmregisseur und Drehbuchautor
- Torralba, Adrian (* 2003), spanischer Eishockeyspieler
- Torralba, Francesc (* 1967), spanischer Philosoph und Theologe
- Torralva, Diogo de (1500–1566), portugiesischer Architekt
- Torrance, Andrew Mitchell (1845–1909), schottischer Politiker
- Torrance, David (* 1961), schottischer Politiker
- Torrance, Jack (1912–1969), US-amerikanischer Kugelstoßer
- Torrance, Jamaal (* 1983), US-amerikanischer Sprinter
- Torrance, Sam (* 1953), schottischer Golfer
- Torrance, Thomas F. (1913–2007), schottischer Protestantischer Theologe und Geistlicher
- Torrão, Cristina (* 1965), portugiesische Schriftstellerin
- Torras, Luís (1912–2024), spanischer Maler
- Torray, Nuria (1934–2004), spanische Schauspielerin

#### Torre
- Torre Altamirano, David Israel de la (* 1972), ecuadorianischer Geistlicher, römisch-katholischer Weihbischof in Quito
- Torre Cantú, Rodolfo (1964–2010), mexikanischer Politiker (PRI)
- Torre Castro, Jenny De la (1954–2025), peruanisch-deutsche Ärztin und Gründerin der „Jenny De la Torre Stiftung“
- Torre Martín, José María de la (1952–2020), mexikanischer Geistlicher und römisch-katholischer Bischof von Aguascalientes
- Torre Menchaca, Néstor de la (* 1963), mexikanischer Fußballspieler
- Torre Nilsson, Leopoldo (1924–1978), argentinischer Filmregisseur und Drehbuchautor
- Torre Repetto, Carlos (1904–1978), mexikanischer Schachspieler
- Torre Ugarte, José de la (1786–1831), peruanischer Lyriker und Jurist
- Torre Villalpando, Antonio de la (1951–2021), mexikanischer Fußballspieler
- Torre, Alfonso de la, spanischer Schriftsteller
- Torre, Bartolomeo della († 1658), Architekt und Baumeister
- Torre, Bernardo de la, spanischer Kapitän in der Flotte von Ruy López de Villalobos
- Torre, Carlo della, Architekt und Baumeister
- Torre, Domenico della († 1679), Baumeister und Architekt
- Torre, Eduardo de la (* 1962), mexikanischer Fußballspieler
- Torre, Eugenio (* 1951), philippinischer Schachspieler
- Torre, Fernando de la (* 1961), mexikanischer Badmintonspieler
- Torre, Francesco della (1627–1687), italienisch-österreichischer, königlich böhmischer Hofsteinmetzmeister des Barock
- Torre, Francisco de la († 1507), spanischer Komponist
- Torre, Giulio Del (1894–1968), italienischer Schauspieler und Filmregisseur
- Torre, Giulio della, italienischer Rechtsgelehrter, Medailleur
- Torre, Javier de la (1923–2006), mexikanischer Fußballspieler
- Torre, Joe (* 1940), US-amerikanischer Baseballspieler und -trainerJoe Torre (* 1940)

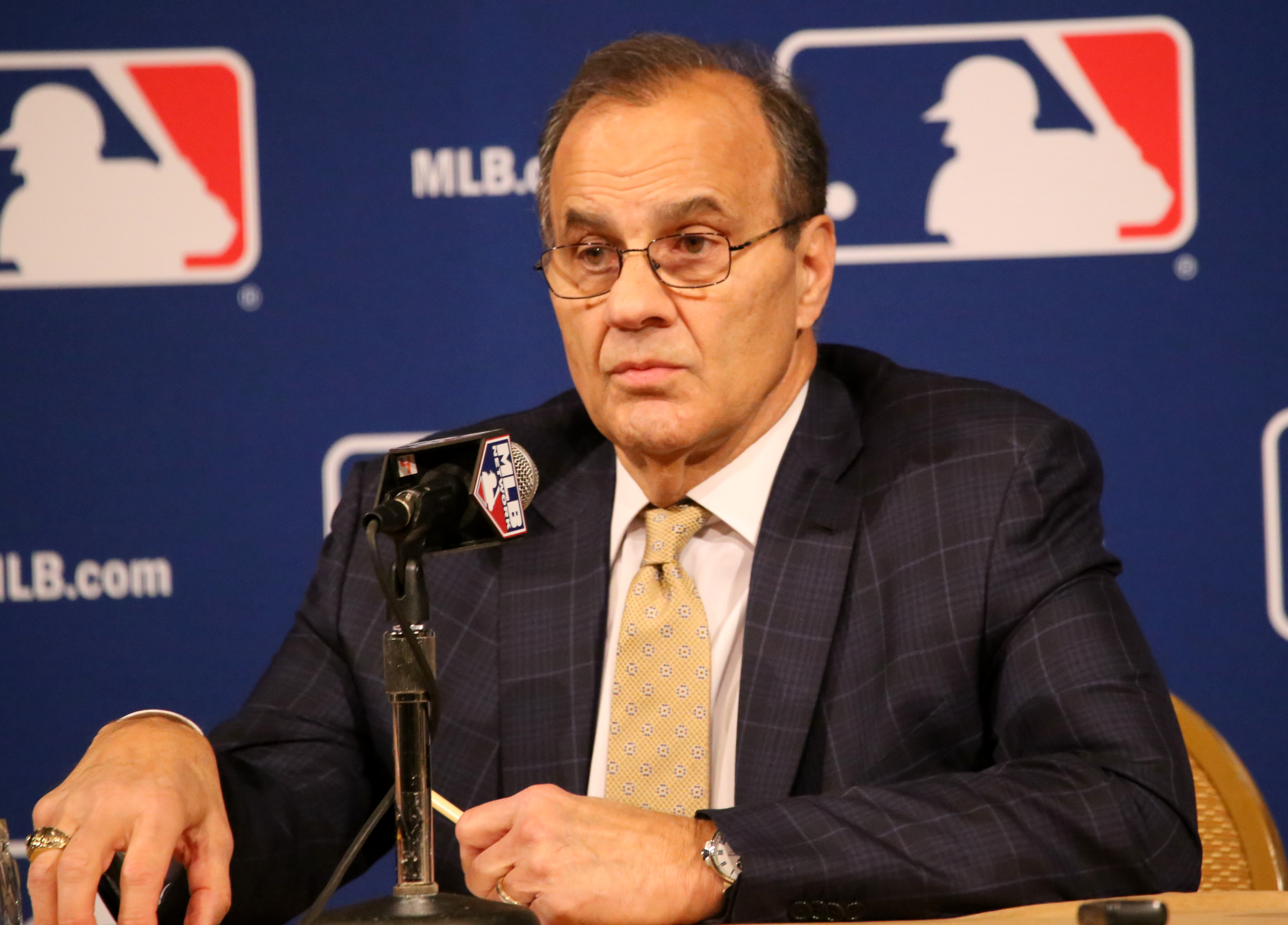
Joe Torre (* 1940)

- Torre, José de la (1987–2024), spanischer Schauspieler und Model
- Torre, José Luis de la (* 1925), mexikanischer Fußballspieler
- Torre, José Manuel de la (* 1965), mexikanischer Fußballspieler und -trainer
- Torre, Josefina de la (1907–2002), spanische Schriftstellerin und Schauspielerin
- Torre, Leon van der (* 1968), niederländischer Informatiker und Hochschullehrer
- Torre, Lisandro de la (1868–1939), argentinischer Politiker
- Torre, Luca de la (* 1998), US-amerikanisch-spanischer Fußballspieler
- Torre, Manuel (1878–1933), spanischer Flamenco-Sänger
- Torre, Manuel de la (* 1980), mexikanischer Fußballspieler
- Torre, Matilde de la (1884–1946), spanische Journalistin, Schriftstellerin, Erzieherin und sozialistische Politikerin
- Torre, Miguel de la (1786–1843), spanischer Feldmarschall, Oberkommandierender des spanischen Expeditionsheeres in Venezuela, Provinzgouverneur und Generalkapitän
- Torre, Néstor Martín-Fernández de la (1887–1938), spanischer MalerNéstor Martín-Fernández de la Torre (1887–1938)

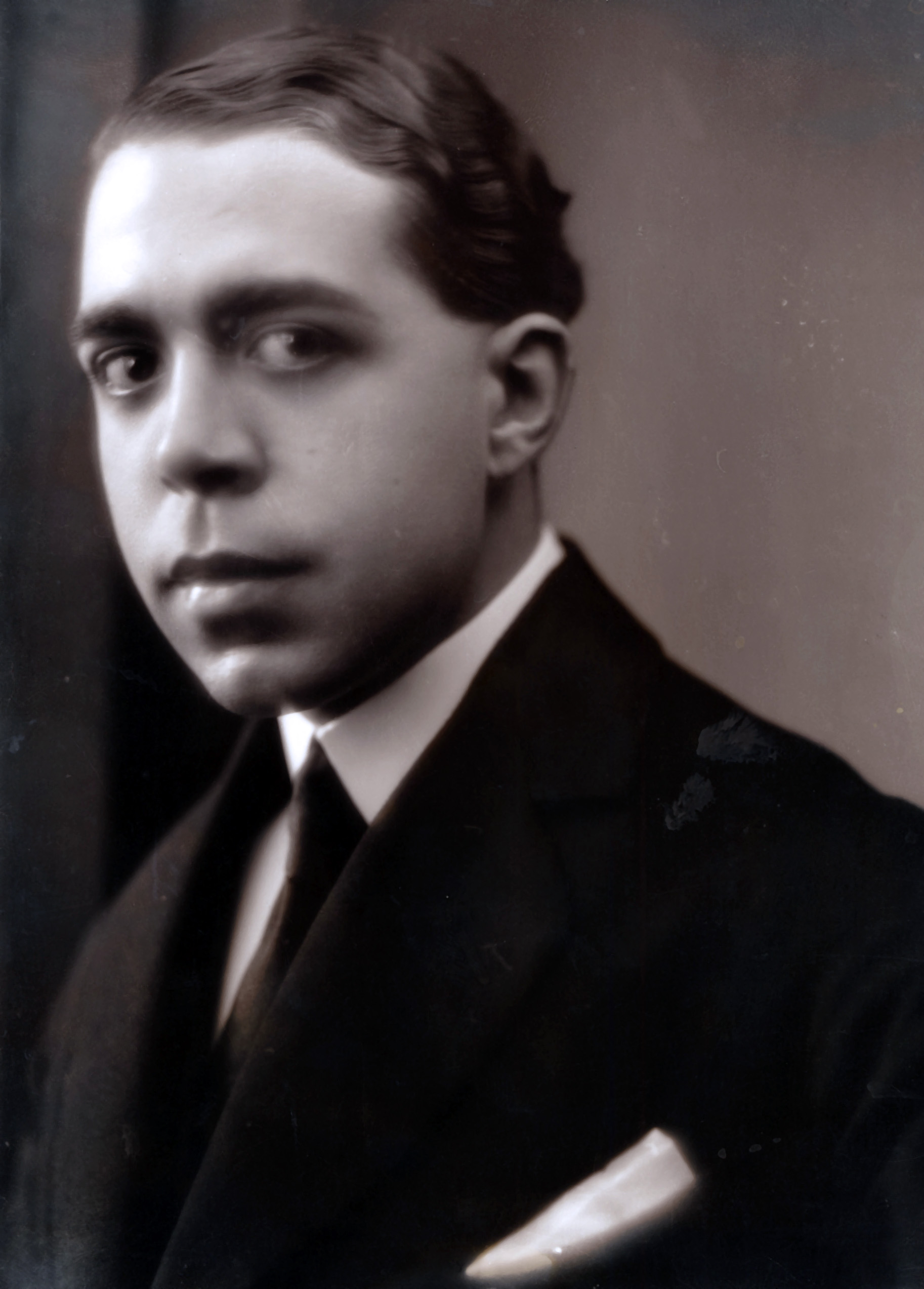
Néstor Martín-Fernández de la Torre (1887–1938)

- Torre, Niels (* 1999), italienischer Ruderer
- Torre, Orlando de la (1943–2022), peruanischer Fußballspieler
- Torre, Pablo (* 2003), spanischer Fußballspieler
- Torre, Sofi de la (* 1991), spanische Sängerin
- Torre-Sánchez, Rocío de la (* 1990), spanische Tennisspielerin

##### Torrea
- Torrealba, José (* 1980), venezolanischer Fußballspieler
- Torrealba, Leodán (* 1996), venezolanischer Leichtathlet

##### Torreb
- Torreblanca Reyes, Magín Camerino (1919–1998), mexikanischer römisch-katholischer Geistlicher und Bischof von Texcoco
- Torreblanca, Lucio (1894–1961), mexikanischer Geistlicher, Erzbischof von Durango

##### Torrec
- Torrecilla, Luis (* 1989), uruguayischer Fußballspieler
- Torrecilla, Virginia (* 1994), spanische Fußballspielerin
- Torreck, Ulf (* 1973), deutscher Schriftsteller

##### Torreg
- Torreggiani, Elzear (1830–1904), römisch-katholischer Ordensgeistlicher und Bischof von Armidale
- Torregiani, Gustavo (* 1962), argentinischer Billardspieler
- Torregrossa, Ernesto (* 1992), italienischer Fußballspieler
- Torregrossa, Jacopo (* 1983), italienischer Romanist

##### Torrei
- Torreilles, Pierre (1921–2005), französischer Dichter und Buchhändler
- Torreira, Lucas (* 1996), uruguayischer FußballspielerLucas Torreira (* 1996)

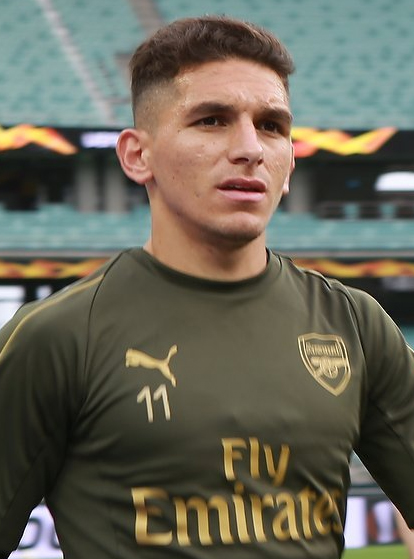
Lucas Torreira (* 1996)

##### Torrej
- Torrejón y Velasco, Tomás de (1644–1728), peruanischer Komponist des Barock
- Torrejón, Marc (* 1986), spanischer Fußballspieler
- Torrejón, Marta (* 1990), spanische Fußballspielerin

##### Torrel
- Torrelio Villa, Celso (1933–1999), bolivianischer Präsident
- Torrella Cascante, Ramón (1923–2004), spanischer Geistlicher, katholischer Bischof
- Torrellas, Maryanne (* 1958), US-amerikanische Geherin

##### Torrem
- Torremans, Ben (* 1988), belgischer Eishockeyspieler

##### Torren
- Torrence, David (1864–1951), britischer Schauspieler
- Torrence, Ernest (1878–1933), britischer Schauspieler
- Torrence, Gwen (* 1965), US-amerikanische Leichtathletin und Olympiasiegerin
- Torrens Valero, Cristina (* 1974), spanische Tennisspielerin
- Torrens, Alba (* 1989), spanische Basketballspielerin
- Torrens, Arthur (1809–1855), britischer General und Kolonialverwalter
- Torrens, Henry (1833–1889), britischer Offizier, Gouverneur der Kapkolonie und Gouverneur von Malta
- Torrens, James H. (1874–1952), US-amerikanischer Politiker
- Torrens, José Anastasio (1790–1857), mexikanischer Botschafter
- Torrens, Pip (* 1960), britischer SchauspielerPip Torrens (* 1960)

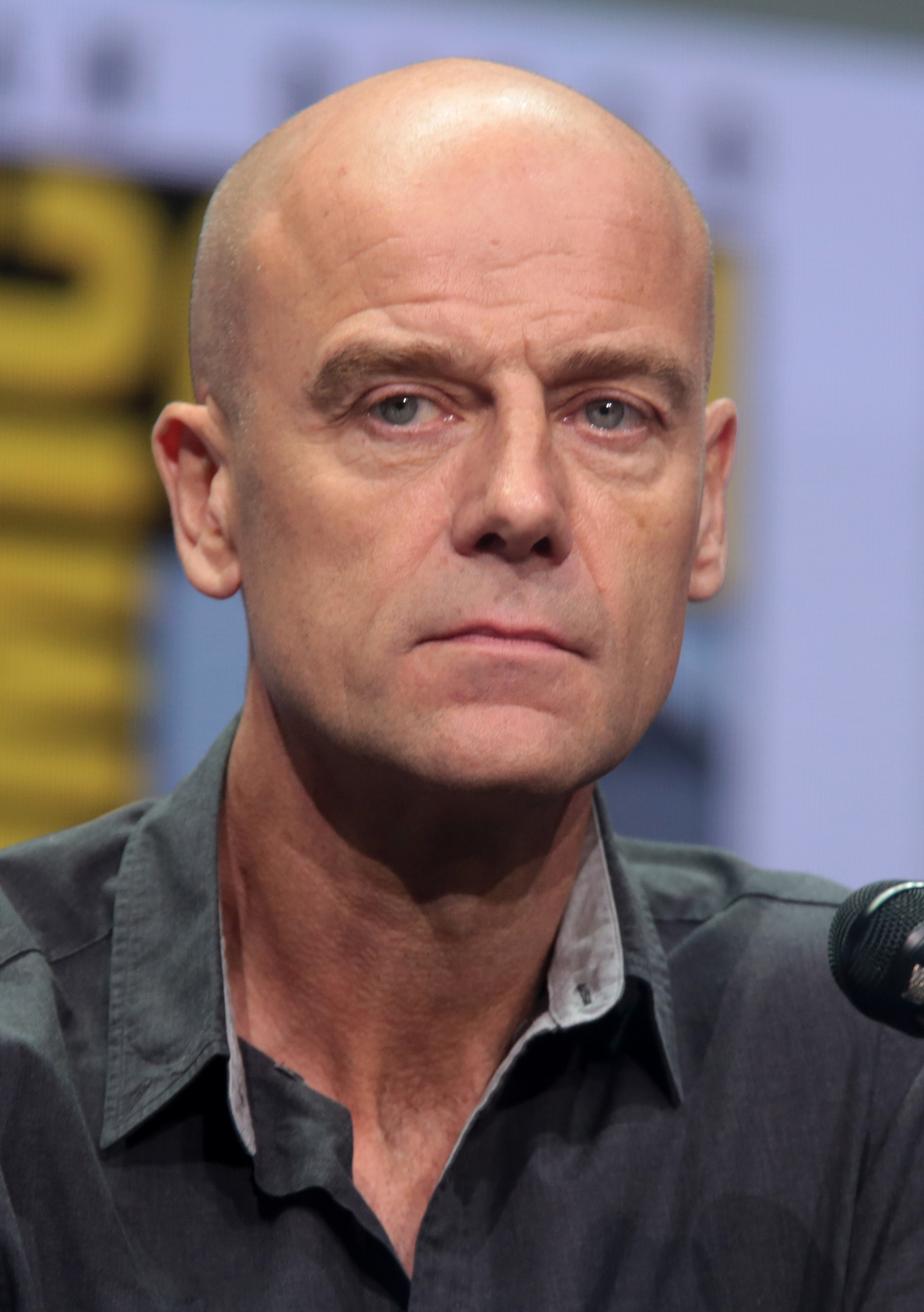
Pip Torrens (* 1960)

- Torrens, Robert (1780–1864), britischer Ökonom
- Torrens, Robert Richard († 1884), britisch-australischer Politiker, britischer Unterhausabgeordneter, Premierminister von South Australia
- Torrent i Rius, Jaume (* 1953), katalanischer klassischer Gitarrist, Komponist und Musikpädagoge
- Torrent i Serra, Montserrat (* 1926), spanische Organistin
- Torrent Prats, José Roberto (1904–1990), spanischer Maler
- Torrent, Ana (* 1966), spanische Schauspielerin
- Torrent, Carlos (* 1974), spanischer Radrennfahrer
- Torrent, Domènec (* 1962), spanischer Fußballspieler und -trainer
- Torrent, Jaime (1893–1925), chilenischer Maler
- Torrent, Joseph (1795–1885), Schweizer Politiker
- Torrent, Marion (* 1992), französische Fußballspielerin
- Torrente Ballester, Gonzalo (1910–1999), spanischer Schriftsteller
- Torrenté, Ulric de, Inquisitor im Bistum Lausanne
- Torrentera, Marvin (* 1971), mexikanischer Fußballschiedsrichterassistent
- Torrentius, Laevinus (1525–1595), niederländischer Humanist; Bischof von Antwerpen
- Torrents Lladó, Joaquín (1946–1993), spanischer Maler

##### Torres
- Torres Acosta, María Soledad (1826–1887), spanische Ordensgründerin und Heilige
- Torres Aparicio, Justiniano (1906–1992), argentinischer Arzt, Archäologie, Komponist, Musikwissenschaftler und Autor
- Torres Asanza, Hermenegildo José (* 1966), ecuadorianischer Geistlicher, römisch-katholischer Bischof von Guaranda
- Torres Bernárdez, Santiago (* 1929), spanischer Jurist und Völkerrechtler
- Torres Bodet, Jaime (1902–1974), mexikanischer Politiker
- Torres Bosques, Daysi Ivette (* 1956), nicaraguanische Politikerin, Bürgermeisterin von Managua
- Torres Cacoullos, Rena, US-amerikanische Linguistin, Romanistin, Hochschullehrerin
- Torres Campos, José Guadalupe (* 1960), mexikanischer Geistlicher, Bischof von Ciudad Juárez
- Torres Carbonell, Jorge Martín (* 1954), argentinischer Geistlicher, römisch-katholischer Bischof von Gregorio de Laferrère
- Torres Durán, Fernando (1937–2019), panamaischer Geistlicher, römisch-katholischer Bischof von Chitré
- Torres García, Ángel (1916–2003), mexikanischer Fußballtorhüter
- Torres García, Joaquín (1874–1949), uruguayischer Maler
- Torres Gil, José (* 1995), argentinisch-bolivianischer BMX-Freestyle-Fahrer
- Torres Gonçalves, Rafaela (* 1991), brasilianische Speerwerferin
- Torres Hernández, Mario Alberto (1931–1975), chilenischer Fußballspieler
- Torres i Grau, Jaume (1879–1945), spanischer Architekt des katalanischen Modernismus
- Torres Marín, Hugo Alberto (* 1960), kolumbianischer Geistlicher und römisch-katholischer Bischof von Apartadó
- Torres Martín, Fernando (* 1978), spanischer Straßenradrennfahrer
- Torres Martínez, Ramón (1924–2008), mexikanischer Architekt
- Torres Morales, Genoveva (1870–1956), spanische Ordensschwester, Gründerin der Schwesternschaft vom heiligen Herzen Jesu und von den heiligen Engeln
- Torres Morales, Miguel (* 1975), peruanisch-deutscher Autor
- Torres Murcia, Maria (* 2002), kolumbianische Tennisspielerin
- Torres Naharro, Bartolomé de (1485–1530), spanischer Dichter und Dramatiker
- Torres Nilo, Jorge (* 1988), mexikanischer Fußballspieler
- Torres Odelin, Juan (* 1960), kubanischer Boxer
- Torres Oliver, Juan Fremiot (1925–2012), puerto-ricanischer Geistlicher, römisch-katholischer Bischof
- Torres Padilla, Erick (* 1993), mexikanischer Fußballspieler
- Torres Pastor, Manuel (1930–2014), spanischer Fußballspieler
- Torres Queiruga, Andrés (* 1940), spanischer römisch-katholischer Theologe
- Torres Quevedo, Leonardo (1852–1936), spanischer Ingenieur und Mathematiker
- Torres Rioseco, Arturo (1897–1971), US-amerikanischer Romanist und Hispanist chilenischer Herkunft
- Torres Romero, Alfredo (1922–1995), mexikanischer Geistlicher, römisch-katholischer Bischof von Toluca
- Torres Rondón, Alfredo Enrique (* 1950), venezolanischer Geistlicher, römisch-katholischer Bischof von San Fernando de Apure
- Torres Ruiz, Rodolfo (* 1929), mexikanischer Fußballspieler
- Torres Servín, Antonio (* 1968), mexikanischer Fußballspieler
- Torres Small, Xochitl (* 1984), US-amerikanische Politikerin
- Torres Talavera, José Tomás (1887–1962), mexikanischer Botschafter
- Torres Tejeda, Jesús († 2002), dominikanischer Hörfunksprecher, -produzent und -direktor
- Torres y Castañeda, José de la Soledad (1918–1967), mexikanischer Geistlicher, Bischof von Ciudad Obregón
- Torres y Hernandez, Agustín de Jesús (1818–1889), mexikanischer Ordensgeistlicher, römisch-katholischer Bischof von Tulancingo
- Torres y Portugal, Fernando, spanischer Vizekönig von Peru
- Torres y Rueda, Marcos de († 1649), spanischer Priester, Bischof von Yucatán und Vizekönig von Neuspanien
- Torres, Adolfo Domingo († 2010), argentinischer Mediziner, Hochschullehrer und Politiker
- Torres, Adriano (1916–1997), philippinischer Badmintonspieler
- Torres, Albert (* 1990), spanischer Radrennfahrer
- Torres, Alberto (1865–1917), brasilianischer Politiker, Journalist, Jurist und sozialer Denker
- Torres, Alfredo (1935–2022), mexikanischer Fußballspieler
- Torres, Anabel (* 1948), kolumbianische Dichterin und Übersetzerin
- Torres, Anália (* 1954), portugiesische Soziologin und Hochschullehrerin
- Torres, Anderson, brasilianischer Polizeichef der Bundespolizei
- Torres, Ángel (* 1965), mexikanischer Fußballspieler auf der Position eines Verteidigers
- Torres, Ângelo (* 1968), são-toméisch-portugiesischer Schauspieler
- Torres, Aníbal (* 1942), peruanischer Rechtsanwalt und Politiker
- Torres, Antonio de (1817–1892), Erfinder der modernen klassischen KonzertgitarreAntonio de Torres (1817–1892)

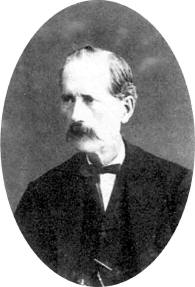
Antonio de Torres (1817–1892)

- Tôrres, António Olavo Monteiro († 1851), portugiesischer Gouverneur von Portugiesisch-Timor
- Torres, Araceli (* 2000), mexikanische Fußballspielerin
- Torres, Ariel (* 1997), US-amerikanischer Karateka
- Torres, Art (* 1946), US-amerikanischer Politiker
- Torres, Arturo (1906–1987), chilenischer Fußballspieler
- Torres, Aureliano (* 1982), paraguayischer Fußballspieler
- Torres, Camilo (1929–1966), kolumbianischer Priester und BefreiungstheologeCamilo Torres (1929–1966)

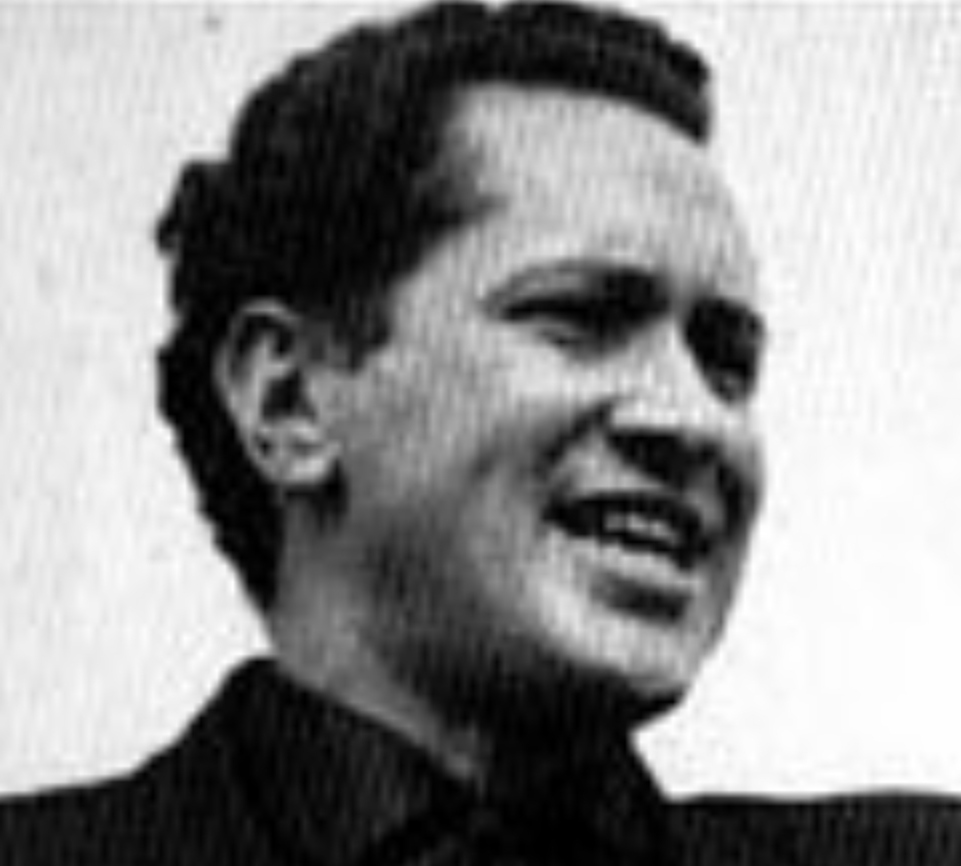
Camilo Torres (1929–1966)

- Torres, Carlos (1929–2011), chilenischer Astronom
- Torres, Carlos Alexandre (* 1966), brasilianischer Fußballspieler
- Torres, Casimiro (* 1906), chilenischer Fußballspieler
- Torres, Cosimo de (1584–1642), italienischer Kardinal und Erzbischof
- Torres, Curro (* 1976), spanischer Fußballspieler
- Torres, Daniel (* 1958), spanischer Comicautor und Comiczeichner
- Torres, Dara (* 1967), US-amerikanische Schwimmerin
- Torres, Darwin (* 1991), uruguayischer Fußballspieler
- Torres, Diego (* 1971), argentinischer Schauspieler und Sänger
- Torres, Diego (* 1992), uruguayischer Fußballspieler
- Torres, Edson (* 1998), mexikanischer Fußballspieler
- Torres, Eduardo (* 2000), mexikanischer Fußballspieler
- Torres, Edwin (* 1931), amerikanischer Autor und Oberster Richter
- Torres, Efren (1943–2010), mexikanischer Boxer im Fliegengewicht
- Torres, Enrique (* 1950), argentinischer Drehbuchautor und Produzent von Telenovelas
- Torres, Esteban Edward (1930–2022), US-amerikanischer Politiker
- Torres, Eve (* 1984), US-amerikanische Tänzerin, Model und Wrestlerin
- Torres, Facundo (* 2000), uruguayischer Fußballspieler
- Torres, Félix (* 1997), ecuadorianischer Fußballspieler
- Torres, Fernanda (* 1965), brasilianische Schauspielerin
- Torres, Fernando (* 1984), spanischer Fußballspieler
- Torres, Ferran (* 2000), spanischer Fußballspieler
- Torres, Francisco († 1584), spanischer katholischer Theologe und Jesuit
- Torres, Francisco Javier (* 1983), mexikanischer Fußballspieler
- Torres, Gabriel (* 1988), panamaischer Fußballspieler
- Torres, German (* 1957), mexikanischer Boxer im Halbfliegengewicht
- Torres, Gerson (* 1997), costa-ricanischer Fußballspieler
- Torres, Gina (* 1969), US-amerikanische Film- und FernsehschauspielerinGina Torres (* 1969)

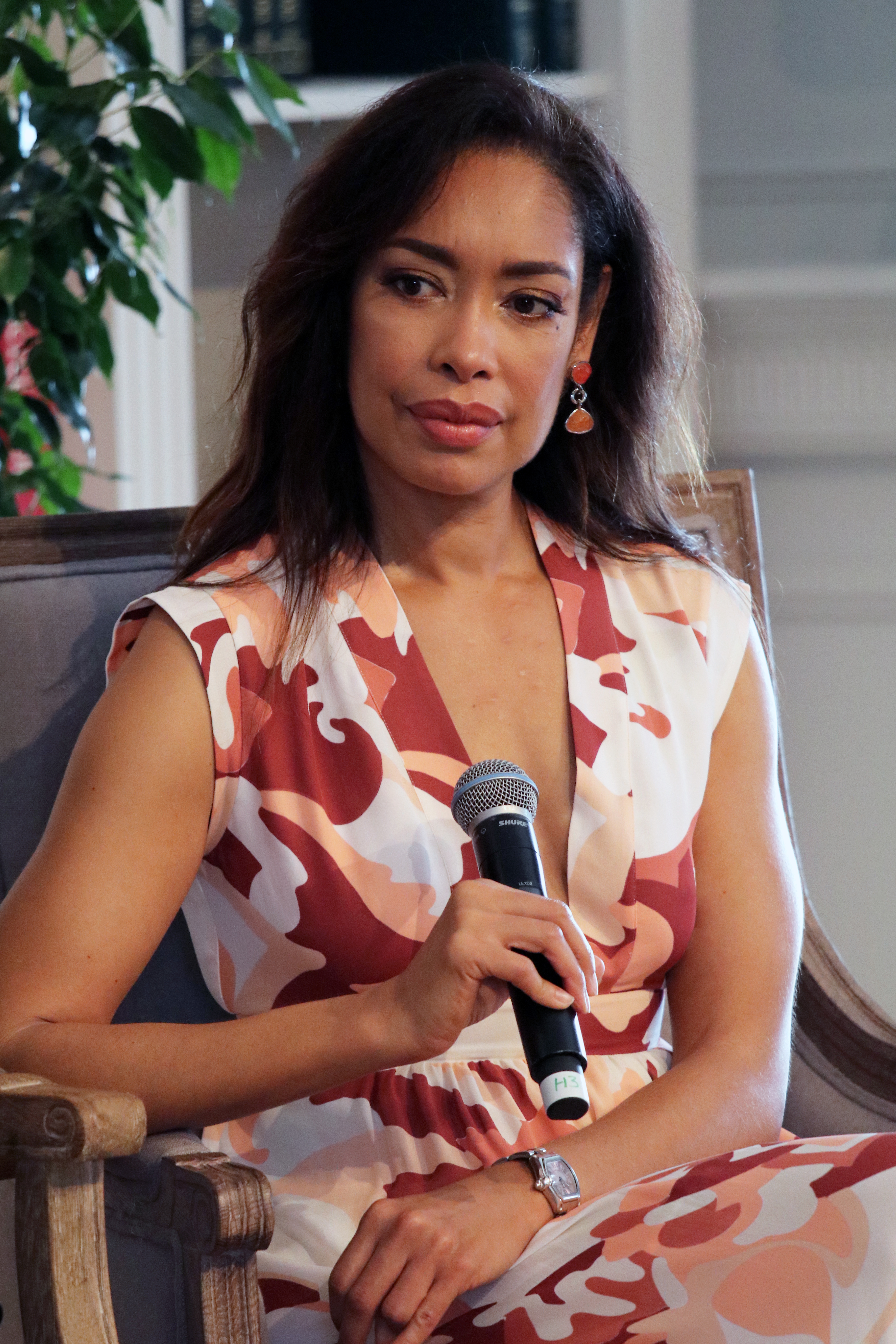
Gina Torres (* 1969)

- Torres, Gladymar (* 2003), puerto-ricanische Leichtathletin
- Torres, Guillermo (1909–1985), chilenischer Fußballspieler
- Torres, Guillermo (1952–2014), mexikanischer Fußballspieler
- Torres, Gustavo Arturo, argentinischer Diplomat
- Torrès, Henry (1891–1966), französischer Anwalt
- Torres, Israel (* 1967), kubanischer Radrennfahrer
- Torres, J. (* 1969), kanadischer Comicautor
- Torres, Jaime (1938–2018), argentinischer Musiker
- Torres, Jesús (* 1954), venezolanischer Radrennfahrer
- Torres, Jordi (* 1987), spanischer Motorradrennfahrer
- Torres, Jorge (* 1969), chilenischer Fußballspieler
- Torres, José (* 1925), venezolanischer Schauspieler
- Torres, José (1936–2009), puerto-ricanischer Boxer
- Torres, José Augusto (1938–2010), portugiesischer Fußballspieler und -trainer
- Torres, José de (1670–1738), spanischer Organist, Komponist, Musiktheoretiker und Verleger
- Torres, José Francisco (* 1987), US-amerikanisch-mexikanischer Fußballspieler
- Torres, Juan Bautista (* 2002), argentinischer Tennisspieler
- Torres, Juan José (1920–1976), bolivianischer Offizier und Politiker
- Torres, Juan Pablo (1946–2005), kubanischer Jazzmusiker
- Torres, Julio Romero de (1874–1930), spanischer Maler
- Torres, Laura, mexikanische Aktivistin und Frauenrechtlerin
- Torres, Leoni (* 1977), kubanischer Liedermacher, Komponist und Produzent
- Torres, Liz (* 1947), US-amerikanische Schauspielerin, Sängerin und KomikerinLiz Torres (* 1947)

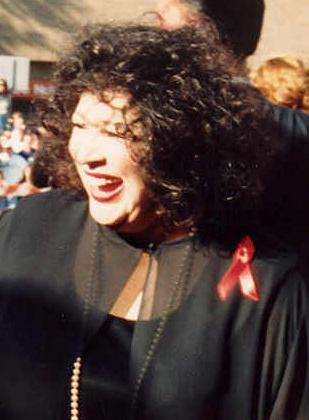
Liz Torres (* 1947)

- Torres, Lorenzo (* 1958), US-amerikanischer Papiermanipulator und Tänzer
- Torres, Ludovico de (1494–1553), spanischer Erzbischof von Salerno
- Torres, Ludovico de (1551–1609), italienischer Kardinal und Erzbischof
- Torres, Luis Alfredo (1935–1992), dominikanischer Lyriker, Journalist und Kritiker
- Torres, Luis de († 1493), jüdischer Dolmetscher von Christoph Columbus
- Torres, Luis Manuel, mexikanischer Fußballspieler und -trainer
- Torres, Luiz Váez de (1565–1610), Seefahrer und Entdecker in spanischen Diensten
- Torres, Maitte (* 1993), peruanische Sprinterin
- Torres, Manuel (* 1991), spanischer Fußballspieler
- Torres, Marcelo (* 1975), brasilianischer Journalist und Fernsehmoderator
- Torres, Márcio (* 1981), brasilianischer Tennisspieler
- Torres, Mariano Néstor (* 1987), argentinischer Fußballspieler
- Torres, Màrius (1910–1942), katalanischer Lyriker
- Torres, Martín (* 1992), uruguayischer Fußballspieler
- Torres, Maruja (* 1943), spanische Autorin
- Torres, Miguel (* 1986), spanischer Fußballspieler
- Torres, Nancy (* 1936), kubanische Bühnenplastikerin und Bühnenbildnerin
- Torres, Nelson (* 1944), chilenischer Fußballspieler
- Torres, Néstor (* 1957), puerto-ricanischer Jazzflötist
- Torres, Nicolás (* 1997), argentinischer Radrennfahrer
- Torres, Norma (* 1965), US-amerikanische Politikerin der Demokratischen Partei
- Torres, Óliver (* 1994), spanischer Fußballspieler
- Torres, Pablo (* 2005), spanischer Radrennfahrer
- Torres, Pau (* 1997), spanischer Fußballspieler
- Torres, Pedro Javier (* 1960), argentinischer Geistlicher, römisch-katholischer Bischof von Rafaela
- Torres, Rafael (* 1966), dominikanischer Boxer
- Torres, Raffi (* 1981), kanadischer Eishockeyspieler
- Torres, Rainer (* 1980), peruanischer Fußballspieler
- Torres, Ralph (* 1979), US-amerikanischer Politiker der Nördlichen Marianen
- Torres, Regla (* 1975), kubanische Volleyballnationalspielerin
- Torres, Ricardo (* 1980), kolumbianischer Boxer
- Torres, Ritchie (* 1988), US-amerikanischer PolitikerRitchie Torres (* 1988)

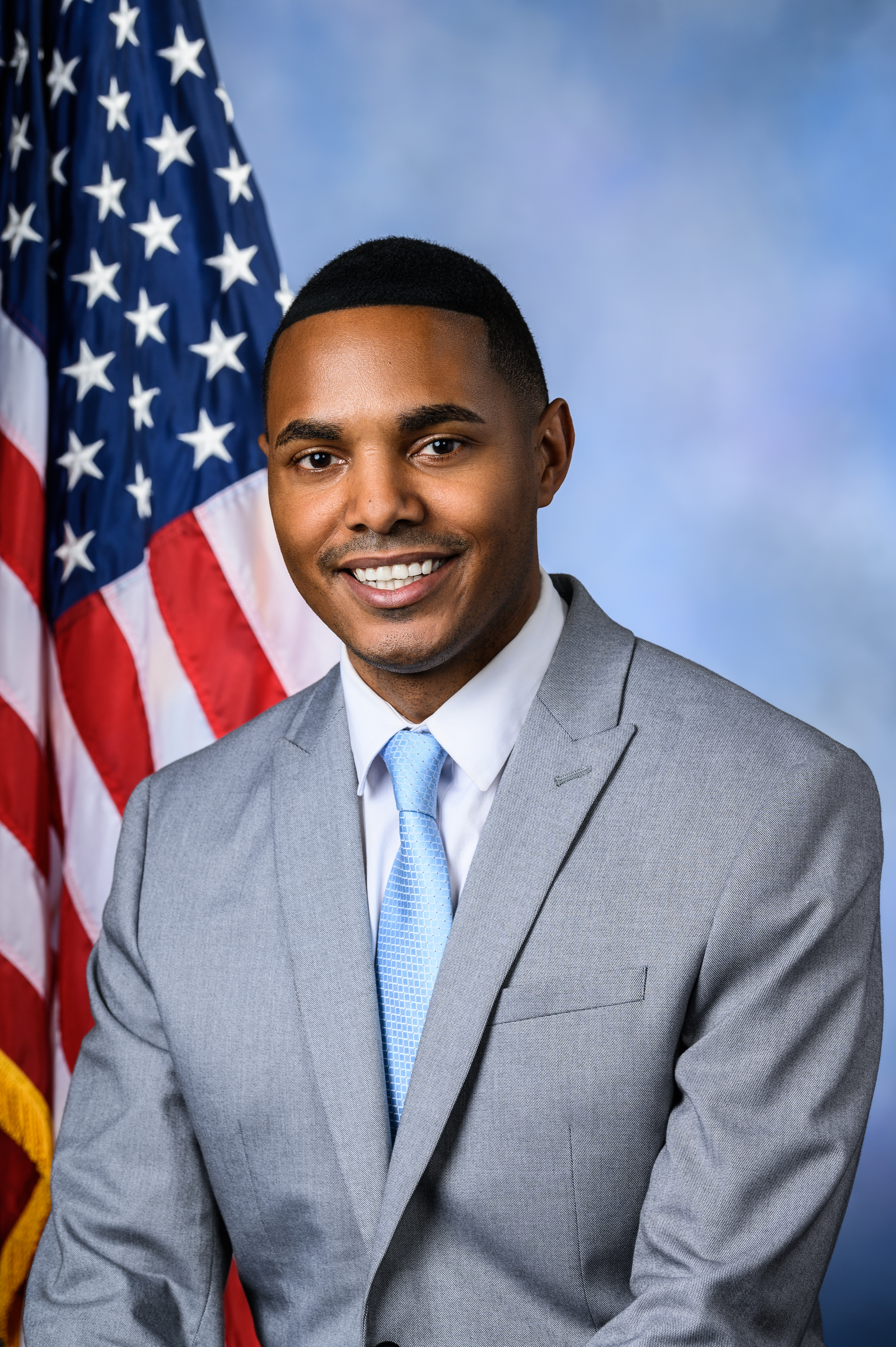
Ritchie Torres (* 1988)

- Torres, Roberto (* 1940), kubanischer Musiker
- Torres, Roberto (* 1972), paraguayischer Fußballspieler
- Torres, Rodolfo (* 1987), kolumbianischer Radrennfahrer
- Torres, Román (* 1986), panamaischer Fußballspieler
- Torres, Sandra (* 1955), guatemaltekische Politikerin
- Torres, Serguey (* 1987), kubanischer Kanute
- Torrès, Tereska (1920–2012), französische Schriftstellerin
- Torres, Tico (* 1953), US-amerikanischer Schlagzeuger der Rockband Bon Jovi
- Torres, Vanessa (* 1986), US-amerikanische Skateboarderin
- Torres, William (* 1975), salvadorianischer Fußballschiedsrichterassistent
- Torres, Willie (1929–2020), puerto-ricanischer Sänger
- Torres, Yanielys (* 2003), puerto-ricanische Hammerwerferin
- Torres, Yirmar (* 2005), ecuadorianischer Speerwerfer
- Torres-Ferrer, Gabriella (* 1987), puerto-ricanischer Künstler
- Torres-Padilla, Maria-Elena (* 1975), mexikanisch-französische Biologin
- Torres-Peimbert, Silvia (* 1940), mexikanische Physikerin und Astronomin
- Torresani, Alessandra (* 1987), US-amerikanische SchauspielerinAlessandra Torresani (* 1987)

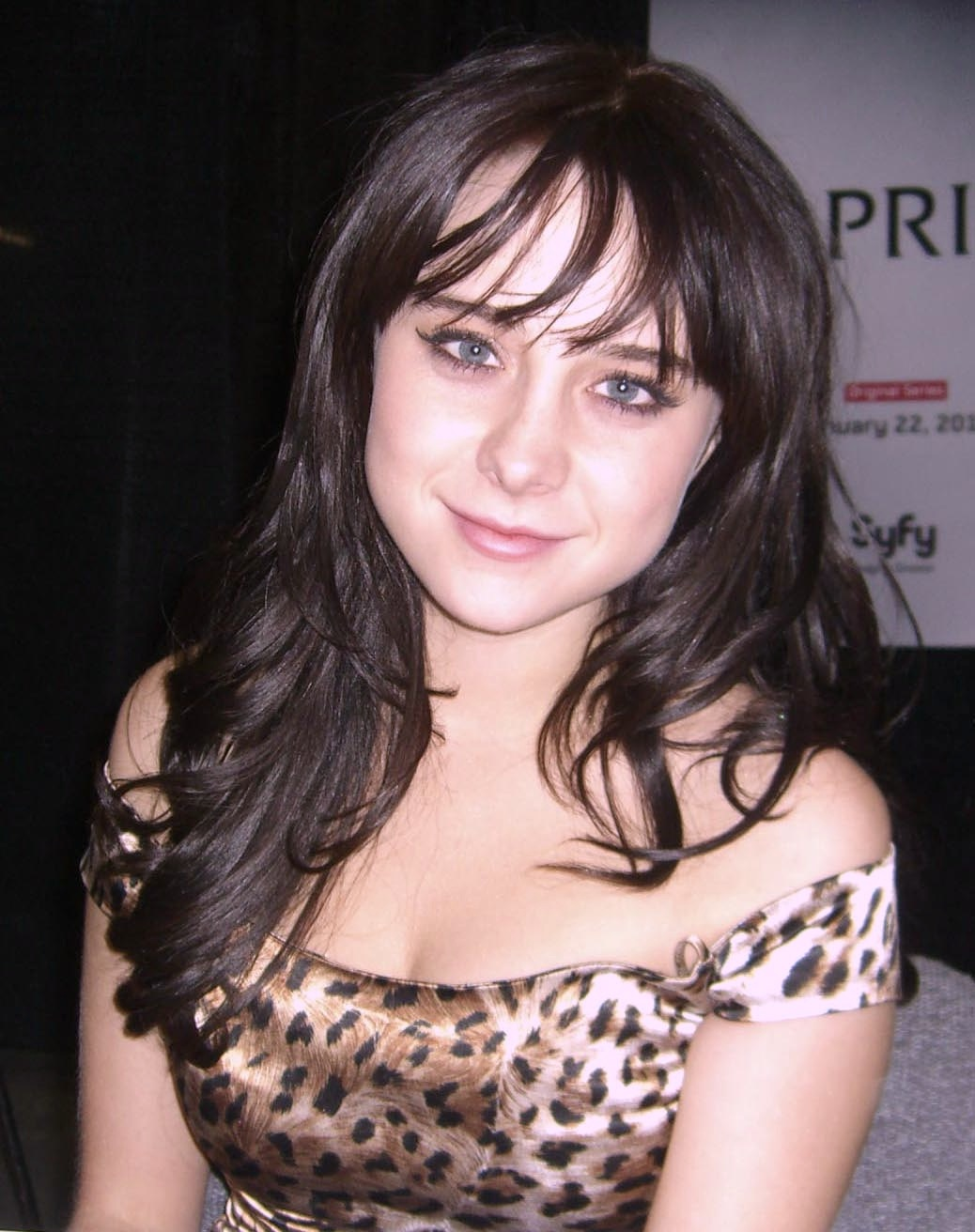
Alessandra Torresani (* 1987)

- Torresani, Karl Franz Ferdinand (1846–1907), österreichischer Schriftsteller und Offizier

##### Torret
- Torreton, Philippe (* 1965), französischer Schauspieler
- Torretti, Giuseppe (1664–1743), italienischer Bildhauer

##### Torrey
- Torrey, Bill (1934–2018), kanadischer Eishockeyfunktionär
- Torrey, Dean (* 1992), US-amerikanischer Jazzmusiker (Bass)
- Torrey, John (1796–1873), US-amerikanischer Botaniker und Chemiker
- Torrey, Joseph William (1828–1885), Kaufmann und Mitgründer der amerikanischen Kolonie Ellena
- Torrey, Owen (1925–2001), US-amerikanischer Segler
- Torrey, Reuben Archer (1856–1928), US-amerikanischer Erweckungsprediger und Theologe
- Torrey, Thomas (* 1981), US-amerikanischer Filmproduzent, Regisseur, Drehbuchautor und Schauspieler

##### Torrez
- Tórrez, Guadalupe (* 2001), bolivianische Sprinterin
- Torrez, Richard (* 1999), US-amerikanischer Boxer
- Torrezão, Guiomar (1844–1898), portugiesische Schriftstellerin
- Torrezão, Lino de Jesus (* 1962), osttimoresischer Politiker und Beamter
- Torrezar Díaz y Pimienta, Juan de († 1782), Vizekönig von Neugranada

#### Torri
- Torri, Armido (1938–2022), italienischer Ruderer
- Torri, Julio (1889–1970), mexikanischer Schriftsteller und Lehrer
- Torri, Pietro († 1737), italienischer Komponist des Barock
- Torriani, Alberto (* 1971), italienischer römisch-katholischer Geistlicher, Erzbischof von Crotone-Santa Severina
- Torriani, Alessandro (1924–2002), Schweizer Offizier, Instruktionsoffizier der Infanterie, Brigadier, ehemaliger Kommandant der Grenzbrigade 9
- Torriani, Francesco (1612–1683), Schweizer Maler
- Torriani, Giovanni Ambrogio († 1679), italienischer Priester, Prothonotar und Bischof von Como
- Torriani, Leonardo († 1628), italienischer Festungsbaumeister
- Torriani, Maria Antonietta (1840–1920), italienische Schriftstellerin
- Torriani, Mario (* 1976), Schweizer Journalist
- Torriani, Richard (1911–1988), Schweizer Eishockeyspieler und -trainer
- Torriani, Vico (1920–1998), Schweizer Schlagersänger, Schauspieler, Showmaster und KochbuchautorVico Torriani (1920–1998)

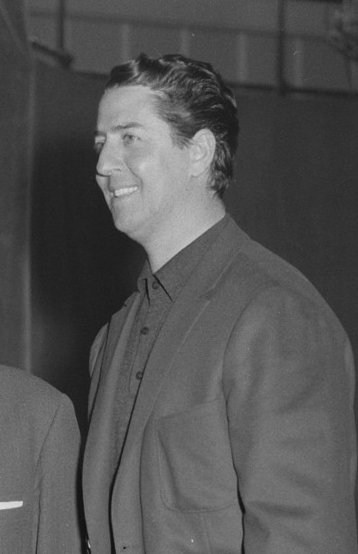
Vico Torriani (1920–1998)

- Torriani, Vincenzo (1918–1996), italienischer Renndirektor des Giro d’Italia
- Torricelli, Evangelista (1608–1647), italienischer Physiker und Mathematiker
- Torricelli, Giambattista (1779–1848), Schweizer römisch-katholischer Geistlicher und Schriftsteller
- Torricelli, Giuseppe Antonio Maria (1710–1808), Schweizer Maler
- Torricelli, Leopoldo (1893–1930), italienischer Radrennfahrer
- Torricelli, Moreno (* 1970), italienischer Fußballspieler und -trainer
- Torricelli, Robert (* 1951), US-amerikanischer Politiker
- Torricini, Andrea (* 1976), italienischer Squashspieler
- Torrielli, Tonina (* 1934), italienische Sängerin
- Torriente, Idel (* 1986), kubanischer Boxer
- Torrieri, Raúl (* 1939), uruguayischer Steuermann im Rudern
- Torrigiani, Filippo (1851–1924), italienischer Diplomat und Bankier, Abgeordneter und Senator
- Torrigiani, Luigi Maria (1697–1777), italienischer Kardinal der Römischen Kirche
- Torrigiano, Pietro (1472–1528), italienischer Renaissancebildhauer
- Torrijos, Martín (* 1963), panamaischer Politiker
- Torrijos, Omar (1929–1981), panamaischer PolitikerOmar Torrijos (1929–1981)

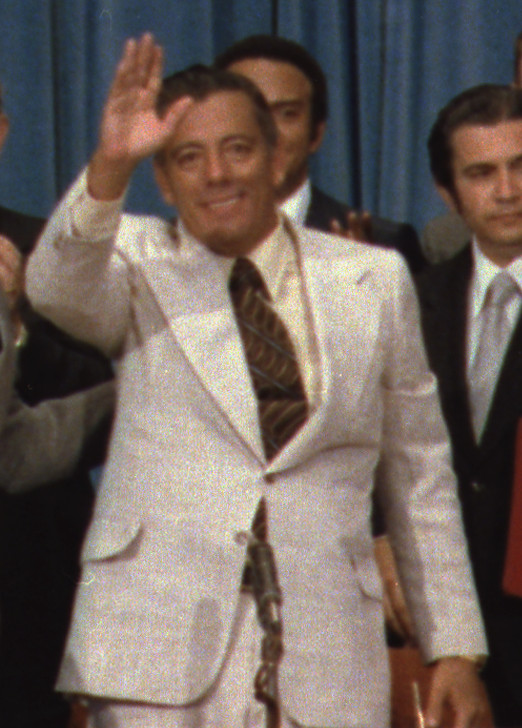
Omar Torrijos (1929–1981)

- Torrijos, Pablo (* 1992), spanischer Leichtathlet
- Torriko Egaña, Ander (* 1997), spanischer Handballspieler
- Torrilhon, Tony (* 1931), deutscher Grafiker, Holzbildhauer und Kupferstecher
- Törring, Adam von (1460–1529), niederbayerischer und Pfalz-Neuburger Beamter
- Törring, Ignaz von (1682–1763), bayerischer Feldmarschall und Außenminister
- Tørring, Jesper (* 1947), dänischer Leichtathlet
- Törring, Johann Ferdinand von (1571–1638), deutscher Landkomtur
- Torringa, Krijn (1940–2006), niederländischer Fernseh- und Hörfunkmoderator
- Torrington, Frederick Herbert (1837–1917), kanadischer Organist, Dirigent, Komponist und Musikpädagoge
- Torrington, Jeff (1935–2008), britischer Schriftsteller
- Torrini, Cinzia Th. (* 1954), italienische Regisseurin
- Torrini, Emilíana (* 1977), isländische Sängerin, Komponistin und MusikproduzentinEmilíana Torrini (* 1977)

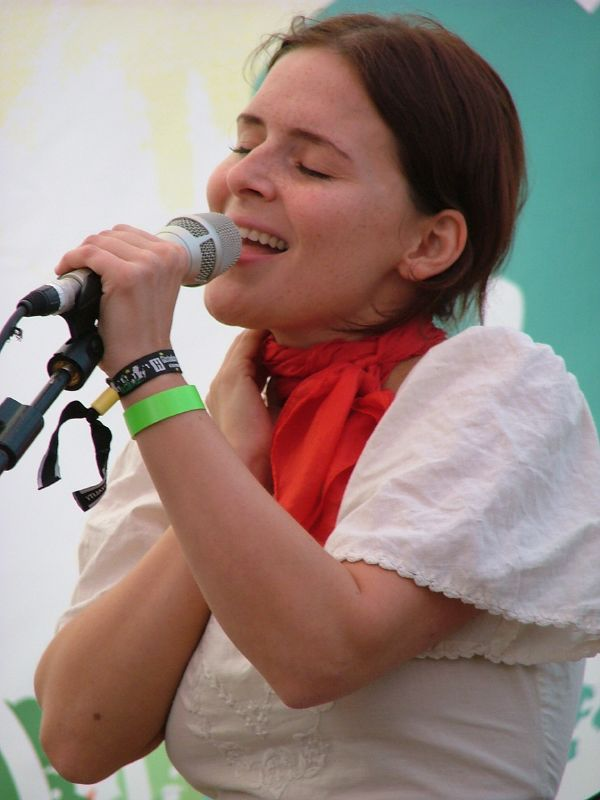
Emilíana Torrini (* 1977)

- Torrio, Johnny (1882–1957), italo-amerikanischer Mobster
- Torrisi, Laura (* 1979), italienische Schauspielerin
- Torrisi, Pietro (* 1940), italienischer Stuntman und Schauspieler
- Torrisi, Stefano (* 1971), italienischer Fußballspieler
- Torriti, Jacopo, italienischer Franziskaner, Maler und Mosaikkünstler

#### Torro
- Torró Flor, María Teresa (* 1992), spanische Tennisspielerin
- Torró, Lucas (* 1994), spanischer Fußballspieler
- Torroja Miret, Eduardo (1899–1961), spanischer Bauingenieur und Architekt
- Torroja, Ana (* 1959), spanische Popsängerin
- Torromé, Horatio (1861–1920), britisch-argentinischer Eiskunstläufer

#### Torru
- Torrubia, José (1698–1761), spanischer Franziskaner und Naturforscher
- Torruco, Miguel (1914–1956), mexikanischer Schauspieler
- Torruella, Juan R. (1933–2020), US-amerikanischer Jurist und Segler

#### Torry
- Torry, Clare (* 1947), britische SängerinClare Torry (* 1947)

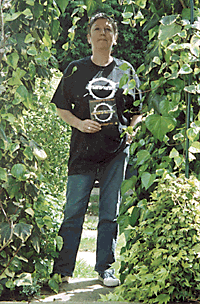
Clare Torry (* 1947)

- Torry, Peter (* 1948), britischer Diplomat

### Tors
- Tors, Ivan (1916–1983), ungarischer Autor, Tiertrainer und Produzent von Filmen und Radiosendungen
- Torsak Sa-ardeiem (* 1997), thailändischer Fußballspieler
- Torschin, Alexander Porfirjewitsch (* 1953), russischer Politiker
- Torschin, Wiktor Wassiljewitsch (1948–1993), sowjetischer Sportschütze
- Torsellini, Orazio (1545–1599), italienischer Jesuit und Autor
- Torseth, Rune (* 1973), norwegischer Skilangläufer
- Torsiello, Fabio (* 2005), deutscher Fußballspieler
- Torsiglieri, Marco (* 1988), argentinischer Fußballspieler
- Tørsleff, Laurits Christian (1849–1914), dänischer Sänger der Stimmlage Tenor und Gesangspädagoge
- Törsleff, Wilhelm (1906–1998), schwedischer Segler
- Torso, Luigina (* 1956), australische Kugelstoßerin und Diskuswerferin
- Torsslow, Harald (1838–1909), schwedischer Schauspieler, Opernsänger und Landschaftsmaler der Düsseldorfer Schule
- Torsslow, Sara (1795–1859), schwedische Schauspielerin
- Torsten, Olaf (1921–1996), deutscher, ehemaliger Schauspieler
- Torstensen, Mathias (1892–1975), norwegischer Ruderer
- Torstenson, Anders (1641–1686), schwedischer Reichsrat und Generalgouverneur in Estland
- Torstenson, Linnea (* 1983), schwedische Handballspielerin
- Torstensson, Anders (* 1966), schwedischer Fußballtrainer
- Torstensson, Åsa (* 1958), schwedische Politikerin, Mitglied des Riksdag
- Torstensson, Conny (* 1949), schwedischer Fußballspieler
- Torstensson, Lennart (1603–1651), schwedischer Feldmarschall, Reichsrat und GeneralgouverneurLennart Torstensson (1603–1651)

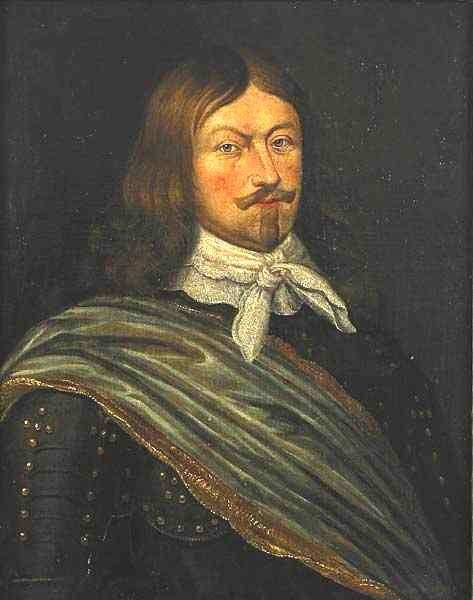
Lennart Torstensson (1603–1651)

- Torstensson, Sverker (* 1950), schwedischer Eishockeyspieler
- Torsti, Samu (* 1991), finnischer Skirennläufer
- Torstrik, Adolf (1821–1877), deutscher Klassischer Philologe und Gymnasiallehrer
- Torsunow, Oleg Gennadijewitsch (* 1965), russischer Humanmediziner und Dozent für östliche Gesundheitstherapien, Körperkultur und Heilmethoden
- Torsvik, Trond Helge (* 1957), norwegischer Geologe und Geophysiker
- Torsy, Jakob (1908–1990), deutscher katholischer Theologe, Kirchenarchivar und -historiker

### Tort
- Tort, Salvador († 1871), uruguayischer Politiker
- Tortelier, Paul (1914–1990), französischer Cellist
- Tortelier, Yan Pascal (* 1947), französischer Violinist und Dirigent
- Tortell, Simon (1959–2012), maltesischer Fußballspieler
- Tortellá, Francisco (* 1937), spanischer Radrennfahrer
- Tortelli, Giovanni, italienischer Humanist
- Torti, Giuseppe (1928–2005), römisch-katholischer Erzbischof
- Torti, Mara (* 1944), kroatisch-serbische Handballspielerin
- Torti, Robert (* 1961), US-amerikanischer SchauspielerRobert Torti (* 1961)

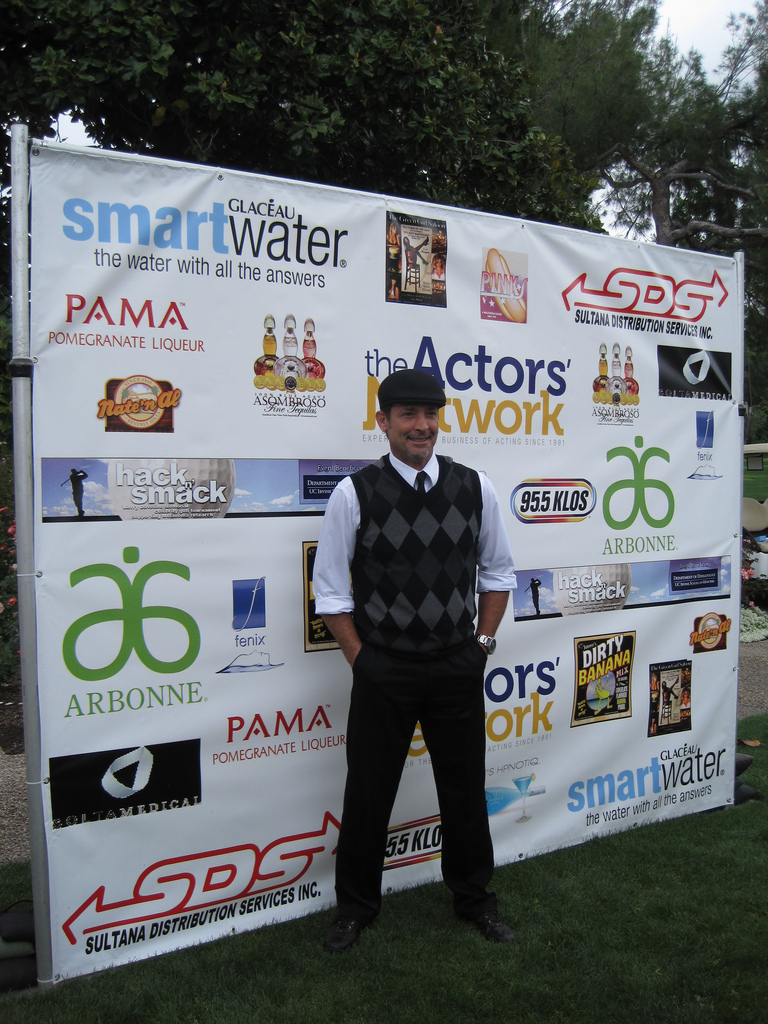
Robert Torti (* 1961)

- Torti, Rodolfo (* 1947), italienischer Comiczeichner
- Tortiller, Franck (* 1963), französischer Jazz-Vibraphonist
- Tortilowicz von Batocki-Friebe, Adolf (1868–1944), deutscher Verwaltungsjurist und Politiker, Oberpräsident in Ostpreußen
- Tortilowicz von Batocki-Friebe, Hugo (1878–1920), preußischer Landrat
- Tortilowicz von Batocki-Friebe, Otto (1835–1890), deutscher Politiker, MdR
- Tortiroli, Giovanni Battista (1621–1651), italienischer Maler des Barock
- Torto, Diana (* 1968), italienische Musikerin
- Tortolo, Adolfo (1911–1998), argentinischer römisch-katholischer Geistlicher, Erzbischof von Paraná und Militärbischof von Argentinien
- Tortomasi, Daniele (* 1994), deutsch-italienischer Koch
- Torton Beck, Evelyn (* 1933), amerikanische Literaturwissenschaftlerin
- Tortora, Giovanna (* 1965), italienische Judoka
- Tortora, Ulrike (* 1963), deutsche Filmeditorin
- Tortorella, John (* 1958), US-amerikanischer Eishockeyspieler, -trainer und General Manager
- Tortorella, Nico (* 1988), US-amerikanischer Schauspieler
- Tortorici, Ralph († 1999), US-amerikanischer Geiselnehmer
- Tortosa, Silvia (1947–2024), spanische Schauspielerin
- Tortschilin, Wladimir Petrowitsch (* 1946), sowjetischer, russischer und amerikanischer Biochemiker, Pharmakologe und Experte für medizinische Nanotechnologie
- Tortschinow, Jewgeni Alexejewitsch (1956–2003), sowjetisch-russischer Religionswissenschaftler und Sinologe
- Tortu, Filippo (* 1998), italienischer Sprinter
- Tortunow, Boris Wladimirowitsch (* 1973), russischer Eishockeytorwart
- Tortura, Sueli (* 1966), brasilianische Fußballschiedsrichterin

### Toru
- Torumtay, Necip (1926–2011), türkischer General
- Torun, Derya (* 1980), deutsche Boxerin
- Torun, Emre (* 1993), türkischer Fußballspieler
- Torun, Murat (* 1994), türkischer Fußballspieler
- Torun, Tunay (* 1990), türkischer Fußballspieler
- Torun, Veli (* 1988), türkischer Fußballspieler
- Torunarigha, Jordan (* 1997), deutscher Fußballspieler
- Torunarigha, Junior (* 1990), nigerianisch-deutscher Fußballspieler
- Torunarigha, Ojokojo (* 1970), nigerianischer Fußballspieler und -trainer
- Torunsky, João (* 1956), brasilianischer Anthroprosoph, Erzoberlenker der Christengemeinschaft
- Torunsky, Vera, deutsche Historikerin
- Torup, Sophus (1861–1937), dänisch-norwegischer Physiologe

### Torv
- Torv, Anna (* 1979), australische Schauspielerin
- Torvald Toresson, norwegischer Ritter und Sýslumaður
- Torvalds, Linus (* 1969), finnischer Informatiker, Initiator des freien Kernels LinuxLinus Torvalds (* 1969)

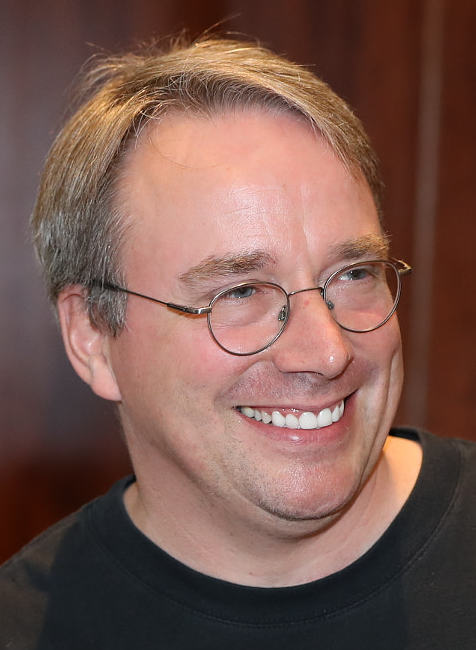
Linus Torvalds (* 1969)

- Torvalds, Meta (1922–2012), finnlandschwedische Journalistin
- Torvalds, Nils (* 1945), finnlandschwedischer Politiker, MdEP
- Torvalds, Ole (1916–1995), finnlandschwedischer Schriftsteller, Journalist und Übersetzer
- Torvalds, Sofia (* 1970), finnlandschwedische Schriftstellerin und Journalistin
- Torvbråten, Tore (* 1968), norwegischer Curler
- Torvill, Jayne (* 1957), britische Eiskunstläuferin
- Torvinen, Petra (* 1994), finnische Nordische Kombiniererin und Skilangläuferin

### Torw
- Torwie, Simon (* 2001), deutscher Volleyballspieler

### Tory
- Tory, Geoffroy (1480–1533), französischer Buchdrucker, Gelehrter, Dichter und Übersetzer
- Tőry, Gusztáv (1857–1925), ungarischer Jurist, Politiker und Justizminister
- Tory, Jeff (* 1973), kanadischer Eishockeyspieler
- Tory, John (* 1954), kanadischer Politiker

### Torz
- Torzilli, Guido (* 1962), italienischer Viszeralchirurg
- Torzo, Francesca (* 1975), italienische Architektin und Dozentin
- Törzs, Dénes (* 1934), deutscher Schauspieler, Moderator und Theaterdramaturg
- Törzs, Gregor (* 1970), deutscher Fotograf, Kameramann und ehemaliger Schauspieler mit ungarischer AbstammungGregor Törzs (* 1970)

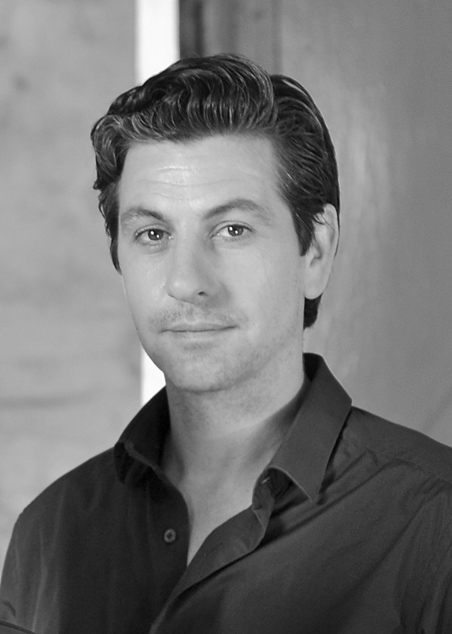
Gregor Törzs (* 1970)